# 约翰·F·肯尼迪遇刺案
美國總統甘迺迪遇刺案（英語：Assassination of John F. Kennedy）是1963年11月22日星期五下午12:30（协调世界时：18:30），时任美國总统约翰·F·甘迺迪在經過德克萨斯州达拉斯的迪利广场时被刺殺的事件。甘迺迪是美国史上第四位遇刺身亡的总统，也是第八位在任期内去世的总统。
负责总统遇刺案调查工作的華倫委员会在经过了长达10个月的调查之后，于1964年9月发表了一份官方报告——《沃伦报告》。此报告指出，刺杀甘迺迪的凶手是德克萨斯州教科书仓库大楼的雇员李·哈维·奥斯瓦尔德，他从該大楼的六樓窗口向乘坐敞篷车从楼下经过的总统開了三槍，第一槍落空（後人判斷可能打到號誌燈殼而偏離，再打中人行道造成碎石擊傷路人詹姆士·塔格，這也是唯一沒找到物證的子彈），第二槍擊中甘迺迪後頸下方再穿出打到他前方的德州州長約翰·康納利（即造成兩人共七個傷口的「魔術子彈」），致命的第三槍則從後腦擊穿甘迺迪的頭，腦漿四溢，甘迺迪迅速被送往附近的帕克蘭醫院，但被宣布搶救無效。
根據官方資料，完成刺殺後奥斯瓦尔德將步槍留在作案現場，並乘公車返家拿手槍，然後離家步行，隨後槍殺了盤查他的警察J.D.提皮特（教科書大樓附近的民眾已向警方通報窗口可疑人士的形貌），再溜進一家電影院，獲報有人看霸王戲的警方隨後逮捕了他，之後警方先後認定奥斯瓦尔德是槍殺警察和行刺總統的嫌犯；兩日後警方移送奥斯瓦尔德時，達拉斯一家夜總會的老闆傑克·魯比鑽出人群，在電視現場轉播之下槍殺了奥斯瓦尔德，三年多後魯比於刑期中死於癌症。
一个后来成立的官方调查委员会——众议院遇刺案特别委员会（HSCA）从1976年到1979年再次对总统遇刺案进行了详细的调查取证，并得出结论认为，奥斯瓦尔德尽管射击了造成甘迺迪和康纳利死伤的子弹，却很有可能還有一名枪手。迄今为止，甘迺迪遇刺案仍然存在着很多疑點，引起了人们的广泛猜测，并且产生了许多关于甘迺迪遇刺案的陰謀论。

## 德克萨斯州之行的背景
通缉犯—叛国罪
此人因對美國從事叛國活動而正被通緝：
1.背叛（他曾宣誓效忠的）宪法：
他把美国的主權颠覆給由共产主义者控制的联合国。
他正在背叛我们的盟友（古巴、加丹加国、葡萄牙）而去向我们的敌人（苏联、南斯拉夫、波兰）示好。
2.他已经做了无数件影响到美国国家安全的错事。（联合国、柏林圍牆、撤除导弹、与古巴的小麦交易、禁止核試驗條約等等。）
3.他馬虎執行“共产主义者登记注册法”。
4.他支持並鼓勵了共產主義煽動的種族暴動。
5.他非法动用联邦军队侵略一个主权国家。
6.他持續任命反基督教人士擔任聯邦職位，並支持最高法院作出反基督教的判決。
外國人和已知的共產主義者充满在聯邦機構中。
7.他已被揭發对美国人民撒了精彩的谎话（包括他很多私人的问题，如以前的結婚與離婚）。

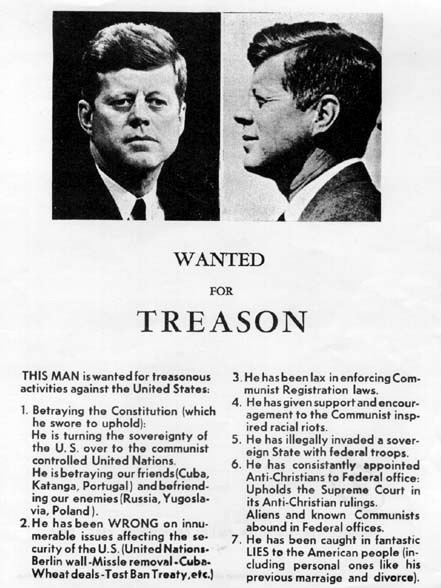
一份于1963年11月21日約翰·甘迺迪总统遇刺的前一天，在德克萨斯州达拉斯市到處散发的反甘迺迪传单。这是1963年在美国第一次印刷的版本，因为没有注明版权，所以现在已被廣泛传入民间。传单的中文译文如下：
通缉犯—叛国罪
此人因對美國從事叛國活動而正被通緝：
1.背叛（他曾宣誓效忠的）宪法：
他把美国的主權颠覆給由共产主义者控制的联合国。
他正在背叛我们的盟友（古巴、加丹加国、葡萄牙）而去向我们的敌人（苏联、南斯拉夫、波兰）示好。
2.他已经做了无数件影响到美国国家安全的错事。（联合国、柏林圍牆、撤除导弹、与古巴的小麦交易、禁止核試驗條約等等。）
3.他馬虎執行“共产主义者登记注册法”。
4.他支持並鼓勵了共產主義煽動的種族暴動。
5.他非法动用联邦军队侵略一个主权国家。
6.他持續任命反基督教人士擔任聯邦職位，並支持最高法院作出反基督教的判決。
外國人和已知的共產主義者充满在聯邦機構中。
7.他已被揭發对美国人民撒了精彩的谎话（包括他很多私人的问题，如以前的結婚與離婚）。

甘迺迪之所以选择于11月20日起访问达拉斯市，主要有三个原因：
1. 帮助自己所在的民主党开展竞选活动募集捐款。
2. 为准备在1964年11月举行的大选中谋求连任做准备工作。
3. 在1960年的总统大选中，甘迺迪——约翰逊组合被指控在德克萨斯州存在选票欺诈行为，这次的德州之行自然而然还要为弥合该州民主党领袖之间的分歧而努力。

甘迺迪相信，由于他在民权问题上的立场，在大多数南方州他都很难取得选举的胜利，因此他决定将投入特殊的努力来赢得佛罗里达州和德克萨斯州的支持。在抵达达拉斯之前，他于11月18日访问了佛罗里达州的坦帕和迈阿密，在那里向民主党政治家、劳工领袖和美洲记者协会就国内经济和外交事务问题做了演讲，特别谈到了和拉丁美洲各国的关系问题。对佛罗里达州的访问可以说十分成功，所以，甘迺迪总统对德州之行也充满信心。然而，鉴于右翼分子有可能公开举行反对甘迺迪的示威游行活动，人们曾普遍担忧总统的这次访问是否明智，特别是在美国驻联合国大使阿德莱·史蒂文森于10月24日联合国日访问达拉斯期间，遭到一伙极端保守人士的戏弄和人身威胁后，人们更加怀疑他是否应当冒险访问这座城市。达拉斯警察局的戴维斯警官表示，警方已经做了该市历史上最严格的城市治安防范工作，绝对不会出现像史蒂文森大使访问时的示威活动。
11月21日，甘迺迪和副总统林登·约翰逊以及德克萨斯州州长、前海军部部长约翰·康纳利一行在德州访问。总统在沃斯堡过夜。
11月22日上午，在经历了一场小雨以后，达拉斯刚刚放晴，美国中部时间11:37（UTC时间：17:37），空军一号总统专机降落在达拉斯西北11公里处的拉菲尔德机场。按照计划，总统在康纳利州长等人的陪同下，乘车前往达拉斯中心街区（包括迪利广场），接受50万达拉斯市民的欢迎，然后前往达拉斯贸易展覽舘(Dallas Trade Mart)的现场发表一篇演说。
甘迺迪乘坐的是1961年产的林肯大陆豪华敞篷车，本来这辆轿车是安装有防弹罩的，但是，为了让达拉斯市民一睹第一夫人杰基·甘迺迪的芳容，同时也为了表示总统对达拉斯市民的信任，甘迺迪没有让特工安装防弹罩。车队的行进路线已经过了周密检查，在车队前方开道的警车隶属于达拉斯警察局，装备有和总统坐车保持联系的通讯设备，乘坐这辆车的是总统的特工。甘迺迪和夫人杰基乘坐的林肯轿车位于这辆警车的后方。总统坐车有三排座位，可以搭乘7人。车上搭乘的有：位于前排左侧的汽车司机威廉·克瑞尔（William Carrere）和右侧的秘密特工罗伊·克莱曼（Roy Clementine）；第二排上乘坐的是州长约翰·康纳利和位于他左侧的州长夫人娜莉·康纳利；甘迺迪和夫人杰基坐在后排座位上，甘迺迪位于右侧。

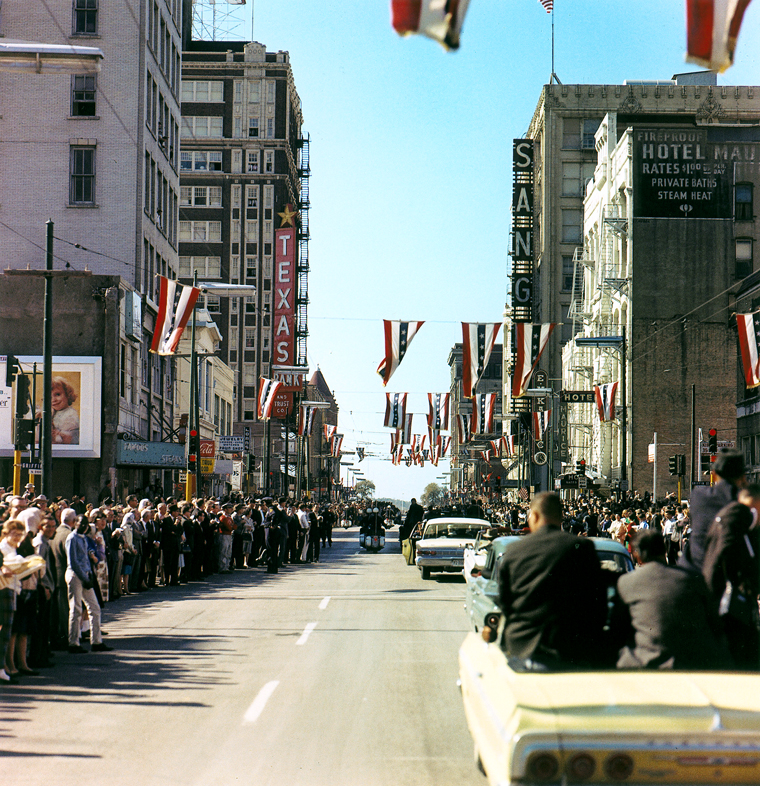
總統車隊穿過主街，此照片為記者自車子後方攝得，約2分鐘後甘迺迪即被暗殺

12:00过后，车队以15—20公里的时速开到达拉斯市内，所到之处拥挤着欢迎的人群，沿途两旁的楼房也都打开了窗户，正在工作的人们透过窗口观看这一盛况。同时，在欢迎的人群中，也有一些持批评意见的团体和个人，高举各类抗议标语，进行了示威活动，但总体上来说，总统车队在整个行程中几乎没有意外发生。行驶过程中，车队曾因甘迺迪与欢迎他的一些天主教修女和一批学生握手而两度停下。在美茵大街上，一名男子跑到了主路中心，企图阻拦车队前进，他的行为被警察和特勤局特工制伏，没有对总统车队的行进造成影响。大约美国中部时间下午12:30（UTC时间：18:30）时，甘迺迪的车队已经接近了德克萨斯州教科书仓库大楼，车队在迪利广场入口处右转驶上了休斯顿大街，面向了高大的教科书仓库大楼。紧接着，车队又向左转弯，上了埃尔姆大街（Elm Street）。由于埃尔姆大街两旁的树木矮小，而且前方有一个铁路立交桥，围观市民较少，所以整个车队就暴露在了教科书仓库大楼的右侧。而此时，车队仍保持着15—20公里每小时的缓慢速度，距离枪击发生的位置仅有65英尺（约20米）远了。

## 暗杀

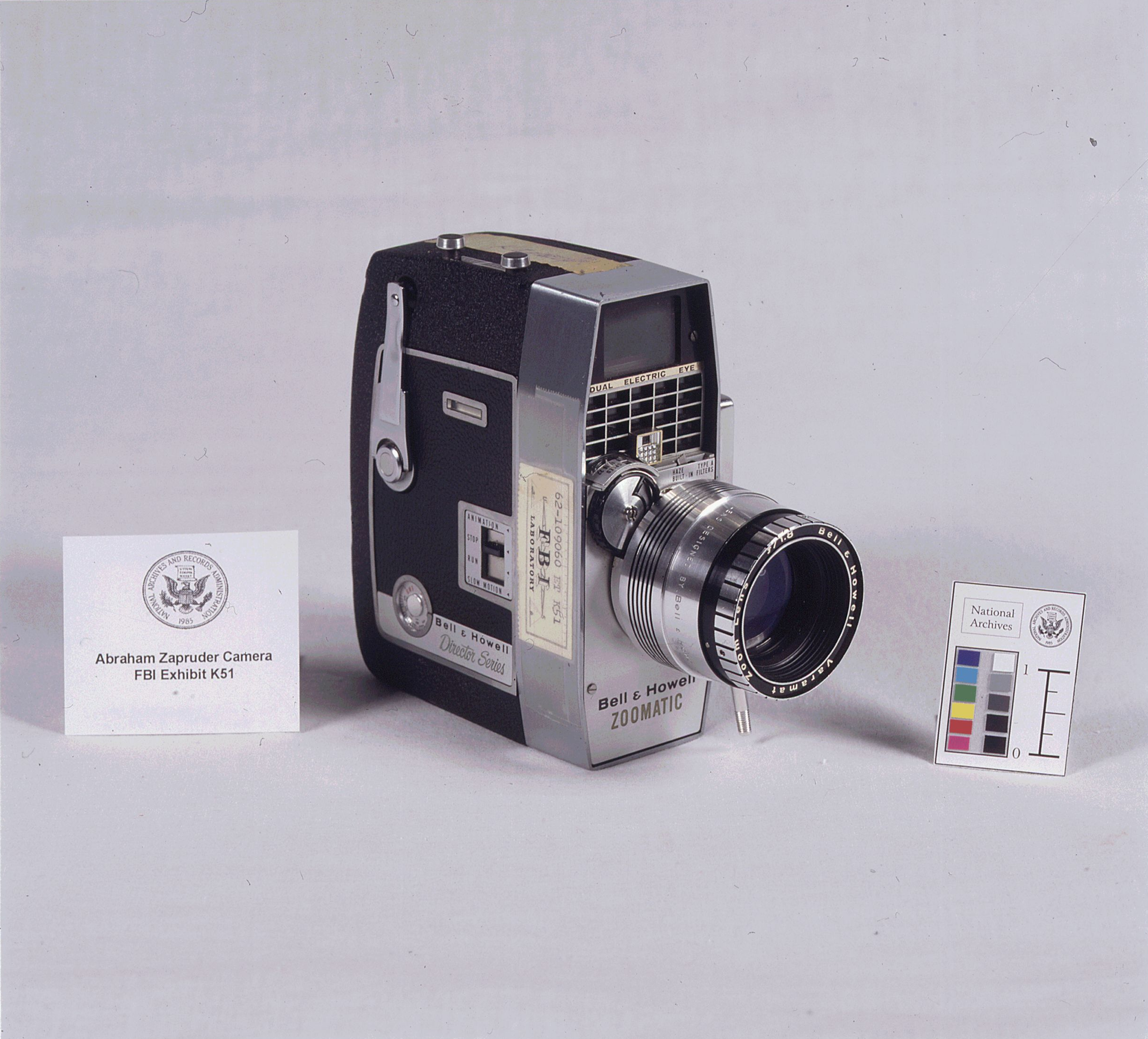
泽普鲁德拍摄总统座车使用的8毫米家用摄影机。

枪击发生在总统车队经过迪利广场右侧的辅路——埃尔姆大街时。当时，车队的时速已经从约20公里减慢至15公里。12点30分30秒时，正当甘迺迪总统向人群挥手致意时，广场上毫無徵兆响起了的第一枪，刺中了甘迺迪的脖子。甘迺迪总统在被槍擊後立即用手捂住了喉部。其妻杰基跪在甘迺迪的身边，试图用手阻止鲜血从甘迺迪身上流出。紧接着又响起了第二枪，由于遭到第一枪枪击的总统此时头部正向前微倾，從而導致的第二枪击中了总统的后脑勺，甘迺迪的头猛地向后倒去。子弹打飞了他的部分头盖骨，鲜血和脑浆混在一起喷涌而出，溅满了坐车的后备箱和随车人员的全身。与此同时，康纳利州长也遭到枪击，身负重伤，因為在槍擊發生當時的子彈在穿過總統後隨慣性彈到了康納利州長的身體上。枪击发生时，甘迺迪的坐车刚好从达拉斯市民亞伯拉罕·澤普魯德前方驶过。該市民当时正手持一架8毫米家用摄影机拍摄总统座车，因此澤普魯德影片成爲了事件中最完整影像記錄。
甘迺迪中弹后，康纳利州长也身负重伤，他大喊：“不，不，不，他们要杀死我们所有人！”（""）。枪击停止后，甘迺迪的身体瘫在坐车的後座上，倒在杰基的身旁。杰基呼喊着隨扈克林特·希尔：“我的上帝！他们打中了他的头！”
隨扈克林特·希尔一直站在紧随总统坐车之后的一辆敞篷轿车的左侧门外。就在枪击开始的瞬间，听到枪声的希尔跳了下来，并快速跑向还在他前方行驶着的总统座車，准备爬上总统坐车的后备箱，保护位于后排座位上已经中弹的甘迺迪和受到惊吓而十分恐惧的杰基。

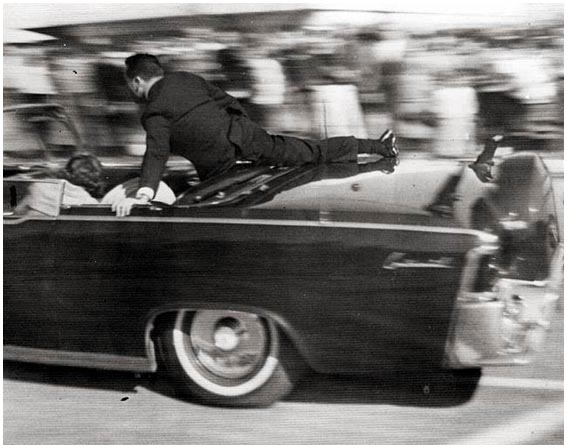
隨扈克林特·希爾爬上总统坐车的后备箱，保护后排座位上甘迺迪和杰基。

当希尔刚刚跑到总统坐车后面时，他听到了第二声枪响，并且看到总统猛地向后倒去。司机威廉·克瑞尔听到枪声后随即提高了车速，想使总统尽快离开这个危险的地方。杰基从后排座位上爬上了汽车的后备箱，希尔也正试图跳上后备箱，就在车速变快的瞬间，希尔在杰基的帮助下成功地跳上了车。
此时的杰基几近休克，希尔安顿杰基回到自己的座位上，并用自己的身体保护着中弹的总统和恐惧的第一夫人。
后来，希尔证实说，总统的右后侧头颅遭到擊爆，他瘫倒在后排的座位上，大脑完全暴露出来，血液和脑浆混在一起，布满了整个汽车的后备箱。除了头上的巨大伤口外，全是无法形容不计其数的鲜血。
枪击发生后，总统坐车飞速驶离迪利广场，沿着斯戴蒙斯高速公路（Stemmons Freeway）赶往6.4公里以外的帕克兰纪念医院，只经过几分钟就赶到了。

### 其他伤员
得克萨斯州州长康纳利就坐在同一辆车总统前面的位置，虽然他也受了重伤，不过幸存了下来。医生在随后表示，州长在被子彈击中后，康纳利夫人把他放到自己的大腿上并且试图闭合他胸口的伤口，因为空气已经被直接吸入了他的右肺，正是这个措施挽救了州长的生命。
詹姆士·塔格是此次暗杀的目击者和证人，他的右颊在枪击中也受了轻伤，当时他正站在离甘迺迪270英尺（82）的地方。后来据推测可能是由于子弹打到了路边引起的碎片反弹所致。

## 救治過程

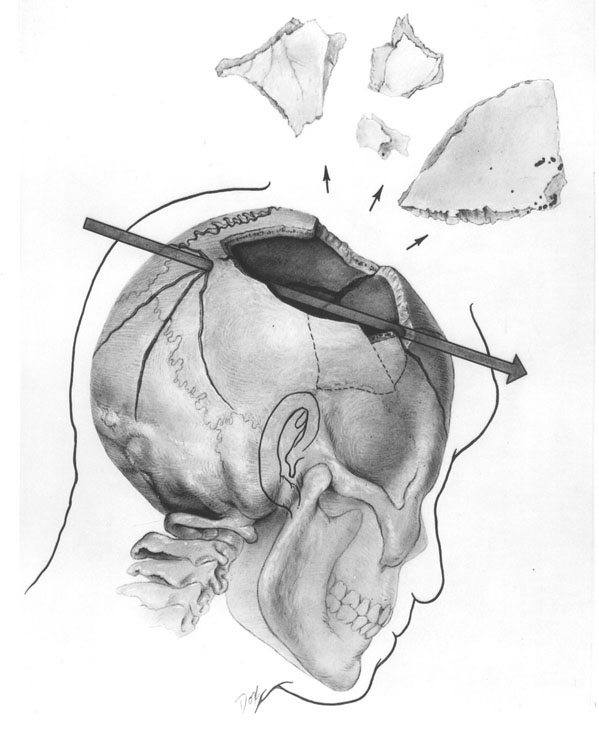
政府報告顯示子彈如何破壞到甘迺迪的頭骨

总统座車在枪击发生后飞速驶离迪利广场赶往帕克兰纪念医院。到达医院后，州长康纳利先被抬下车，接着是甘迺迪。在帕克兰纪念医院第一看护室参加抢救甘迺迪的医护人员表示，他的情况在到达医院时已经“很严重”了，这意味着他已经没有生还的希望了。
一位参加抢救工作的帕克兰医院医師记录道：
“……大约12:30左右，护士让我们抬一辆手推车到门口。我们将急救推车推出门，那时我意识到了是谁在汽车里。……”
“……一些人帮忙将总统放在手推车上。然后我们从急救室的大手术区到第一外伤室。总统脑后的伤口流血凶猛，躺在那里毫无反应。……”
“……当我们到达外伤室时，一位医師放置了一条气管导管，准备进行气管切开术。紧急抢救马上开始，几分钟之内，更多的医生赶来了，给总统安装胸腔导管和带氧气的麻醉剂。一位医生让我放一块敷料在头部的伤口处，但是这毫无作用，因为那是大面积暴露的伤口。……”
“……输氧的同时也在输血。在采取了一切必需的措施，使用了所有必要的医疗器械后，我们只能宣布：‘总统已经死亡了。’我们为他撤除了输液管和IV急救。随后，第一夫人和一位神父走了进来，最后的现场就这样被保留了下来。第一夫人离开后，我们撤掉了所有的装置，监察官员让我离开拿一块塑料罩放进棺材的底部，我拿来了它。总统被放进棺材，等待救护车运走。……”
帕克兰医院出具的死亡证明书称：“他因头部和颈部受到多处枪伤而死亡。”
总统很可能在到达医院之前就已经死亡了。

### 宣布死亡
在美国中部时间下午13:00（UTC时间：19:00），在他所有的心脏机能都停止并且在神父做完臨終祈禱后，总统被正式宣布死亡。一位参加抢救的医師表示“我们从未对挽救他的生命抱任何希望”。为肯尼迪做最后仪式的神父告诉纽约时报，总统其实在赶到医院时已经离世了，但是他仍不得不掀开总统的盖尸布为他进行神圣的病人傅油聖事。在美国中部时间下午13:38（UTC时间：19:38），肯尼迪逝世的消息被官方公布，美国哥伦比亚广播公司著名新闻类节目主持人沃尔特·克朗凯特第一个将约翰·肯尼迪遇刺的消息通过电视报道给了人们：
来自德克萨斯州的报道，这显然是官方的新闻快报。肯尼迪总统于中部时间下午一点整逝世，东部标准时间为下午两点，大约在38分钟以前。副总统约翰逊已离开达拉斯的医院，但我们不知道他去了哪里。他可能在不久之后就要宣誓继任第36任美国总统。

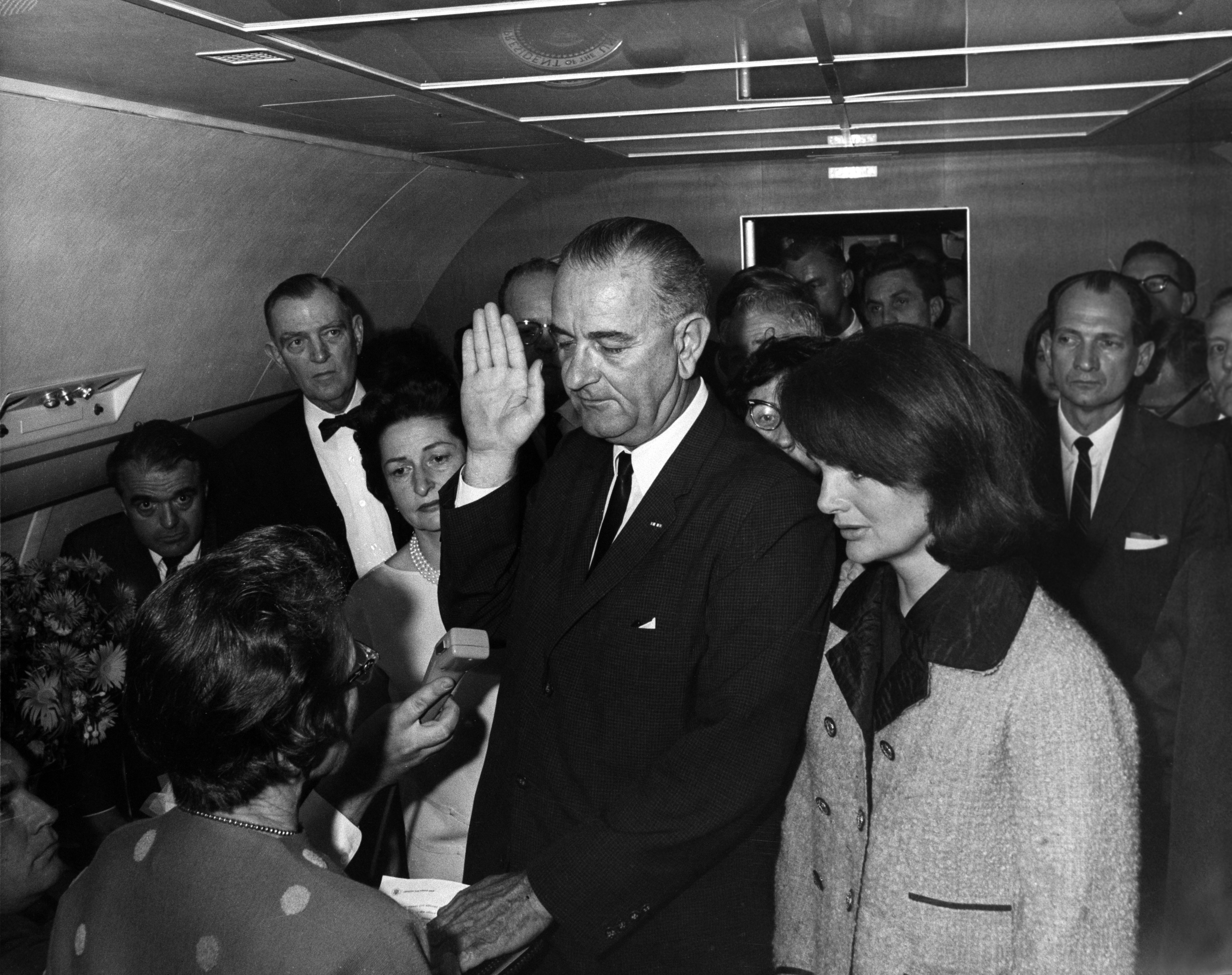
甘迺迪遇刺后，林登·约翰逊在空军一号上宣誓就任新一任美国总统，宣誓仪式由女法官萨拉·蒂尔曼·休斯主持（照片中左侧背对镜头者），站在约翰逊身边的杰基·甘迺迪还穿着沾满甘迺迪鲜血的那件外套。

在美国中部时间下午14:00（UTC时间：20:00）过后几分钟，也就是在達拉斯警方和美國特勤局特工爭執后的10－15分钟后，甘迺迪的遗体从帕克兰医院被送到了空军一号总统专机。达拉斯验尸官在此前没有对遗体进行法医鉴定，而在被验尸官进行法医鉴定之前转移遗体，已经违反了德克萨斯州的法律（谋杀凶手已经承认犯罪，且在德克萨斯州的法律管辖之下）。
副总统林登·约翰逊所坐的车在穿过达拉斯市区时，位于总统车队中位于甘迺迪坐车两辆车的后面，在枪击中他没有受伤，随后他在空军一号上继任了美国总统。

### 验尸
在空军一号总统专机降落在离华盛顿特区不远的安德魯斯空軍基地后，甘迺迪的遗体被送到贝蒂斯海军医院进行验尸，送到那里是应甘迺迪夫人的要求，她认为总统生前是一名海军军官。
验尸工作于11月22日晚在贝蒂斯海军医院进行，在3项检查中医生發现有一个小孔在离总统头骨很近的地方，这个小孔同时在其右脑的脱出点造成了很大的伤口。
检察官George Ford将验尸报告中的“伤口位于背部上方”变为“位于脖子底部”，但是他說这与阴谋无关。

## 葬礼

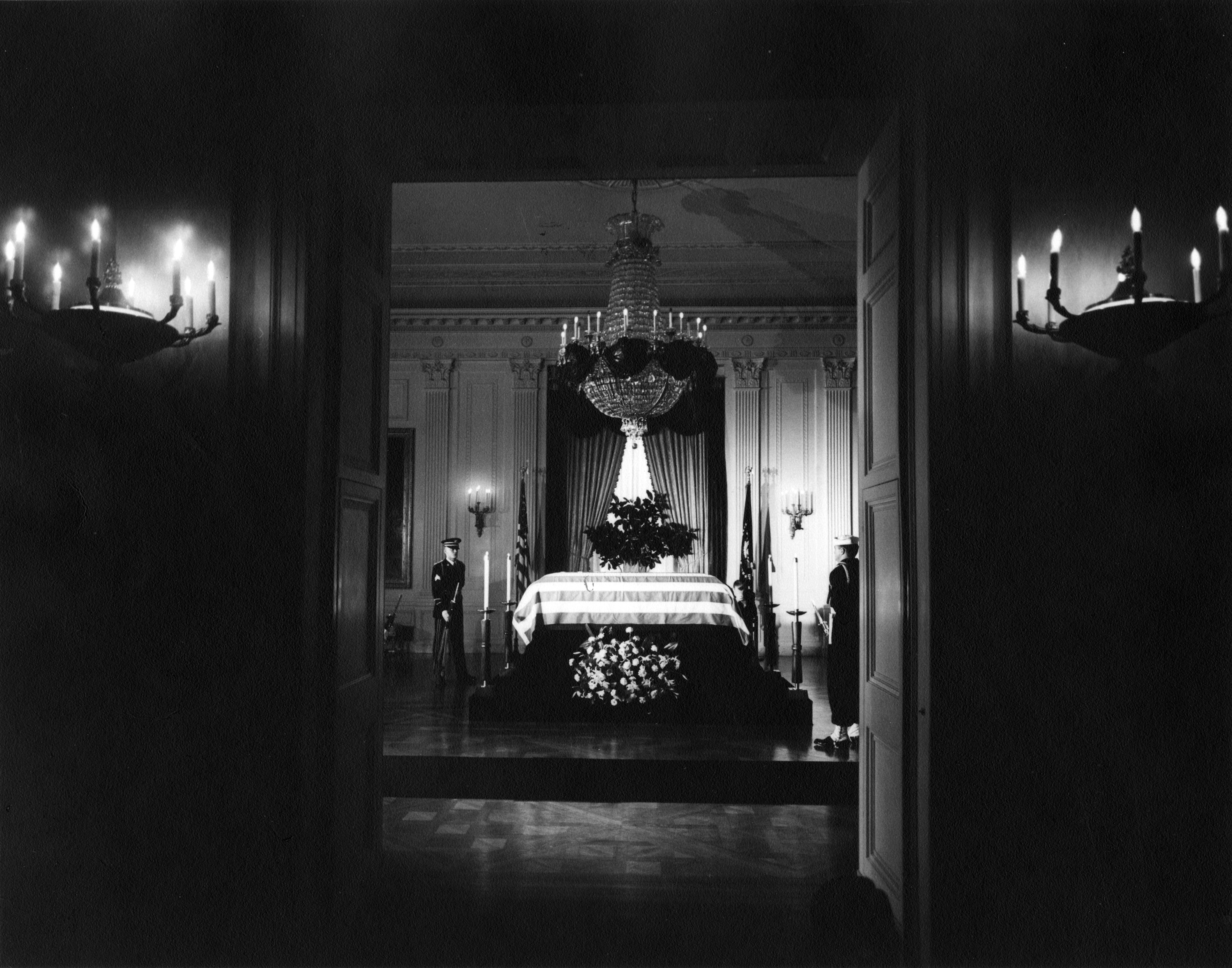
美國國旗覆蓋在的甘迺迪的棺材上，放置於白宮24小時。

在贝蒂斯海军医院验尸之后，甘迺迪的遗体为了准备葬礼而运回了白宫的东大厅并放置了24小时。在刺杀事件后的星期日，被美国国旗掩盖住的灵柩被送到国会大厦以供公众悼念。从早上一直到深夜，成千上万的公众前来悼念这被严密看守着的棺材。
来自超过90个国家的代表（包括苏联），参加了在11月25日（当天是他儿子小约翰·甘迺迪三岁的生日）举行的葬礼，其中包括8位国家元首、10位总理（首相）以及大批各国政府要员。
11月25日当天，美国国会圆形大厅，前来向甘迺迪致以最后敬意的人超过25万。上午11:00，覆盖着星条旗的灵柩从大厅中移出，放置在由4匹马拉的灵车上，首先前往白宫，然后前往聖瑪竇主教座堂舉行簡禮殯葬彌撒，最后被送到了阿灵顿国家公墓并被安葬在一个特制的地下墓穴里。当天全球在电视机前收看葬礼现场直播的人有数亿之多。

## 凶手——李·哈维·奥斯瓦尔德
李·哈维·奥斯瓦尔德在刺杀了达拉斯警官J.D.提皮特（J. D. Tippit）80分钟后被逮捕。他在稍后的晚间被控杀死了提皮特和甘迺迪。奥斯瓦尔德否认枪击了总统并声明他是一个“容易受骗的人”。奥斯瓦尔德没有再被重新审讯，因为在2天后——他被警方转送的时候，被杰克·鲁比枪杀並当场死亡。他在死前曾說過：「我只是個代罪羔羊」。后来，在一张路人拍摄的照片中发现，一个外貌很像奥斯瓦尔德的人，在甘迺迪遇刺前几秒的时候，是站在路边的人群中，这似乎可以说明奥斯瓦尔德在当时并不是位于教科书大楼的6层上，但这张照片真伪难辨。奥斯瓦尔德于1956年得过海军陆战队特等射手（Sharpshooter）资格。

## 凶器——卡尔卡诺步槍

李·哈维·奥斯瓦尔德使用的卡尔卡诺M91/38手动步枪

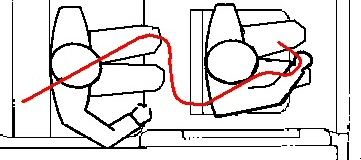
CE399在怀疑论者眼中的路径，由此产生了“魔术子弹”一词，也被用在电影《刺杀甘迺迪》当中

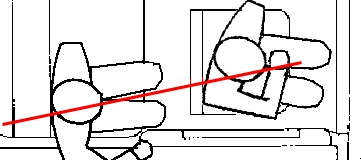
CE399在科学分析中的路径

德克萨斯州警维斯曼（Weitzman）和警官波尼（Boone）在甘迺迪总统被射杀后不久後，於德克萨斯州教科书大楼的6层發現一支6.5×52mm的意大利产卡尔卡诺M91/38手动步枪。
一顆形狀完整的子弹在康纳利的担架上被发现，它是一个半径6.5毫米的铜壳卡尔卡诺子弹。它在弹道学上来讲与在教科书大楼里发现的來福槍相吻合。在几个月前，这把步槍被邮寄预订给一个叫A·J·希德尔（A. J. Hiddell）的人。在李·哈维·奥斯瓦尔德被逮捕时，一张写着“埃里克斯·J·希德尔（Alex J. Hiddell）”的假身分证被搜出。在枪管上也发现有一枚被证实属于奥斯瓦尔德的不完整的指纹。
据华伦委员会的调查，神枪手试射该支步枪的结论是“要用栓动步枪打出两发精确瞄准的子弹最低所需时间是2.25秒”。委员会由此认定，在澤普魯德影片中的总统受伤及康纳利州长受伤的时间段内，打出两发子弹是不可能的，因此是一发子弹（证物CE399号）造成了总统的最初伤口和州长身上的所有伤，这被称为“一发子弹理论”，此理论受到怀疑论者的普遍批评。
沃伦委员会总结CE399经过了如下的事件：
- 在甘迺迪的脊柱右方两英寸处进入人体，留下一个7×4mm长宽的伤口，伤口周围的皮肤证明了子弹是从上方射来的。
- 损伤了总统的第一节胸脊，是子弹还是应力造成的不得而知。
- 通过了总统的脖子，它擦伤了壁胸膜和肺尖端从喉结下方穿出，这个伤曾被马尔科姆-佩里医生错误说成“入射伤”。
- 从总统衬衣顶扣下方7⁄8英寸处射出。
- 在康纳利的右腋窝后方射入造成了8×15 mm的伤口。
- 以10度的向下角运动并崩掉了127 mm的康纳利第五条右肋。在右乳下方穿出。
- 穿入康纳利的右腕，康纳利的手链被震掉。
- 以122 m/s速度进入左大腿并在后来送医时掉了出来。
- 所谓魔术弹质疑站不住脚，只要总统的身体在命中时稍为倾斜就能形成在总统体内偏向左却击中康纳利右背的结果。

探索频道后来再现了这次场景，他们用不同的纤维和硬物模拟血肉和骨头，然后以枪手在相应的位置发射子弹，成功再现了用一颗子弹造成多次伤口并使子弹基本不变形。

## 影响
在甘迺迪遇刺的一个小时之后，也就是他被宣布死亡前这段时间裡，美国国内发生了极大的混乱。就像刺杀事件发生在冷战时期一样，一些人首先想到如果这次的刺杀行动不是要大规模攻击美国的话，那一定是关系到副总统约翰逊的安全。于是人们纷纷挤在电视机和收音机前密切关注着媒体发布的相关最新消息。
甘迺迪被刺杀身亡的消息立即轰动了世界。人们成群地围在大商场中的电视机前，默默地祈祷着。在某些地方，交通也随着甘迺迪遇刺的消息的散布而变的几近瘫痪。在美国和加拿大的学校纷纷提前让学生们放学。一个被误导、反德州的愤怒德克萨斯人被上报到相关机构。当地所有3家电视台取消了3天内正常的节目时间表，替代它们的是72小时不间断的关于刺杀案的覆盖性报导。这次的全方位报道是除了美国世界贸易中心大楼等地遭遇恐怖袭击之外最长时间的不间断覆盖报道。无线电台也同样取消了普通节目时间表；一些电台在播放着不间断的覆盖性新闻；其他的则是在播放悲哀的葬礼音乐。并不是一切的娱乐和体育活动在那一天都被中断，同样也包括之后的周末。美国国家橄榄球联盟（NFL）委员彼德·罗兹尔（Pete Rozelle）说明了原因，他决定让比赛在那个周末继续进行：“它已经成为了一种传统……在一个伟人悲剧的时刻去继续。”
随后，关于甘迺迪的纪念活动在全世界范围内展开。美国政府宣布11月25日，星期一，为国葬日，也是国家哀悼日。很多其他国家也做出了同样的决定。

## 官方调查

### 达拉斯警方

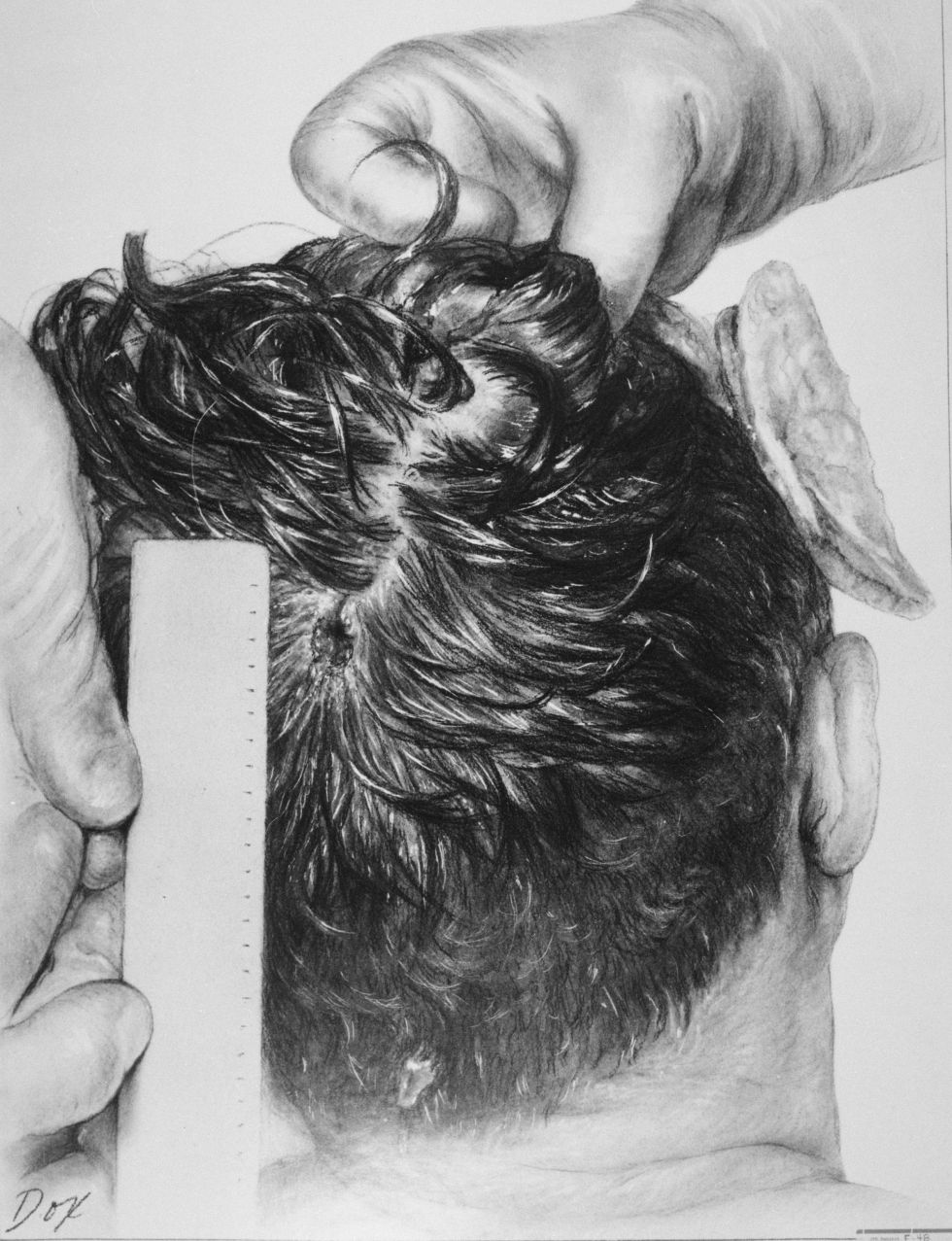
照片顯示了甘迺迪總統頭後部的傷口

在逮捕了奥斯瓦尔德并收集了犯罪现场的物理证据之后，奥斯瓦尔德被达拉斯警方押送到警署总部接受审讯。稍后，在晚上10:30，达拉斯警察局的警长杰西·克里(Jesse Curry)被“华盛顿的人们”命令去发送所有收集到的物理证据（除了奥斯瓦尔德）到位于华盛顿的美国联邦调查局（FBI）总部。

### 联邦调查局

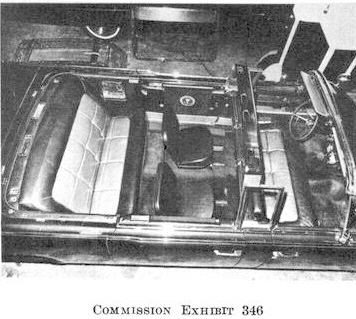
案發後被洗淨的總統轎車

联邦调查局是第一个完成官方调查的权威机构。在案件发生几小时内，局长埃德加胡佛说：“我们得需要有说服力的证据向美国人民证明奥斯瓦尔德是真凶。”在1963年12月9日，刺杀案过去17天的时候，联邦调查局的报告出版了，并被提交至沃伦委员会，当时联邦调查局仍然是对于委员会来说主要的调查机构。联邦调查局陈述只有3颗子弹在刺杀案中被发射；第一枚射中了甘迺迪总统，第二枚射中了康纳利州长，第三枚射中甘迺迪的头部，并且致死。联邦调查局陈述道：李·哈维·奥斯瓦尔德射出了全部3发子弹。
沃伦委员会认可了联邦调查局关于“3颗子弹在刺杀案中被射出”的调查报告，但是否认了其关于子弹射击甘迺迪和康纳利的研究报告。联邦调查局指出第一枚射中了甘迺迪总统，第二枚射中了康纳利州长，第三枚射中甘迺迪的头部，并且致死。沃伦委员会则总结到这三枚子弹中的其中一颗并没有命中目标，一枚击中甘迺迪后又再次伤到了康纳利，一枚射中甘迺迪的头部，并且致死。在关于李·哈维·奥斯瓦尔德发射了全部3发子弹这个问题上，联邦调查局和沃伦委员会保持了一致。

#### 销毁证据
联邦调查局在这次谋杀调查中因为销毁了证据而被批评。
联邦调查局发现一个探员——詹姆士·霍斯蒂的姓名和电话出现在奥斯瓦尔德的联络簿上。联邦调查局随即提供了另一份用打印机打印出的联络簿，在这份联络簿中，他的名字被删除了。当他在沃伦委员会作证时，他不小心地提到了他曾经与奥斯瓦尔德有联系，这个消息在很久之后才公之于众。

### 美国国家档案馆
2022年12月15日，美国国家档案馆公布了近13000份和甘迺迪遇刺案相关的机密文件。

## 沃伦报告

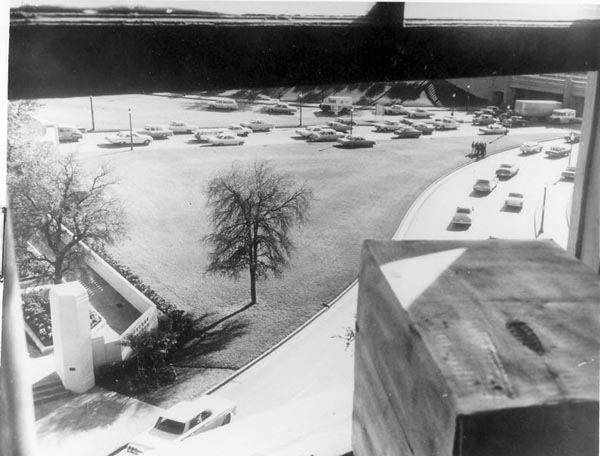
自德克薩斯州教科書倉庫大樓望下的視野

犯罪嫌疑人奥斯瓦尔德被人枪杀后，林登·约翰逊总统亲自任命了一个特别委员会负责彻底调查这一谋杀案件。美国首席大法官厄尔·沃伦是这个委员会的主席，因此，该委员会也被称为沃伦委员会。他们的调查结果全部收入到《总统特别委员会关于甘迺迪总统被暗杀的调查报告》（即《沃伦报告》）当中。该报告现在在美国政府网站上全文刊登。
1963年11月29日，沃伦委员会成立。在长达10个月的调查后，沃伦委员会汇总出上百万字的材料，近二十万字的报告。1964年9月27日，该委员会宣布“在争议和理智的名义下”宣布暗杀总统的“客观真相”：“奥斯瓦尔德纯属个人行为”。
这分报告的结论要点如下：
- 奥斯瓦尔德是使总统死亡和州长受伤的凶手。
- 子弹从教科书大楼的6层窗口射出。发射的3颗子弹中，一颗也使康纳利州长受伤。
- 没有发现其他人或集团参与了谋杀总统的阴谋。
- 没有发现奥斯瓦尔德为外国政府服务、受资助、做间谍的证据。
- 没有发现奥斯瓦尔德与美国共产党、古巴正义政策实施委员会、外国工人党合谋谋杀总统的证据。
- 奥斯瓦尔德并非联邦调查局、中央情报局或其他任何政府部门的探员或职员。
- 没有奥斯瓦尔德与杰克·卢比相识的证据。
- 任何官员都没有参与对美国政府的密謀或颠覆活动。

奥斯瓦尔德的犯罪动机被归结为：“对一切权威根深蒂固的憎恨以及对马克思主义和共产主义的信仰”。
结论排除了苏联、古巴插手的可能，也排除了美国政府及其机构参与的说法。暗杀只是偶然的“意外”，引用联邦调查局的话说：“这从头到尾是美国的一个悲剧—— 一亿九千万美国人中的两个精神状态不稳定的人的个人行为”。

## 众议院遇刺案特别委员会
该委员会于1976年开始调查总统暗杀、马丁·路德·金暗杀和乔治·华莱士州长枪击案，并于1979年提交最终报告（现也在美国政府网站全文刊登 （页面存档备份，存于）），声称甘迺迪案“很可能是一场阴谋”，它还特别点明阴谋不包括苏联，古巴，任何有组织犯罪或反卡斯特罗团体，但不能排除後两种团体中的个人犯案的可能。
报告要点：
1. 奥斯瓦尔德向甘迺迪发射了三发子弹，第二和第三发命中总统，第三发杀死了总统。
2. 科学证据表明有很大可能有至少两名枪手向总统开火。科学证据否认了一些特定的阴谋说法。
3. 委员会相信基于能得到的資訊，甘迺迪总统可能死于一场阴谋。但是委员会不可能确认也许存在的另一枪手的身份或阴谋内容。
4. 委员会相信基于能得到的資訊，没有苏联枪手与刺杀有关。
5. 委员会相信基于能得到的資訊，没有古巴枪手与刺杀有关。
6. 委员会相信基于能得到的資訊，没有反卡斯特罗团体作为团体与刺杀有关，但不能消除其成员犯案可能。
7. 委员会相信基于能得到的資訊，没有全国犯罪辛迪加组织作为团体与刺杀有关，但不能消除其成员犯案可能。
8. 委员会相信基于能得到的資訊，特勤局，FBI和CIA与刺杀无关。
9. 美国政府的各个机构和部门各尽了不同程度的职。甘迺迪总统没得到足够的保护。已进行了彻底可靠的对奥斯瓦尔德的调查。对阴谋的可能性的调查不足够彻底。（沃伦委员会）调查的结论是可信的，但是表达的方式过于绝对化。
10. 司法部、CIA、FBI，和沃伦委都应因在1964年不透露一些得到的資訊而受批评。
11. 认为特勤局在保护总统方面有漏洞。
12. 认同一发子弹理论，但是认为它出现的时间段和沃伦委员会所认为的不同[11]

委员会还进一步总结存在以下可能：
1. 发射了四发子弹。
2. 另一枪手（如果存在）藏在迪利广场草坡上射出了第三发子弹并射失了，之所以认为射失了是因为没有找到子弹。

经该委员会查问178名目击者听到的枪声，132人说是三发，17人说是两发，7个说是两或三发，6人说是四发，9人说不知道。
委员会的外科专家组检查了尸检报告，针对后来出现的普通公民不能接触X光照片而产生的种种流言，还指定了专人检验X光照片的真伪。结论是总统被两发子弹击中过，都来自后方，一颗命中脖子底部，一颗命中后脑顶部造成大面积的头骨破裂。就影片中总统被杀一刻的后仰，创伤弹道专家得出的结论是大脑受创的时刻神经反射会使背部肌肉收缩，因此不影响子弹从后方射来的结论。
JIM MARRS所作的文章称甘迺迪被刺杀后短短三年中，18名关键证人相继死亡。其中6人被枪杀，3人死于车祸，2人自杀，1人被割喉，1人被拧断了脖子，5人“自然”死亡，这种巧合的概率为10万万亿分之一。从1963年到1984年，103名相关证人因为谋杀、自杀、撞车、坠机、坠楼、误枪击、疾病、滥用药原因“方便地死亡”。然而经查证在所有死者中，有的人与暗杀或总统的关系相当远，比如包括新奥尔良市长、空军一号的勤务员以及甘迺迪的情妇（全都对暗杀经过毫不知情）等人，而当众议院调查委员会去信给伦敦周日时报询问如何得出10万万亿的机率时，编辑部回答说是搞错了，他们错以为计算的是参加了沃伦调查委员会的人员在三年内死亡18人的可能性。

## 吉姆·加里森的指控
路易斯安那州紐奧良檢察官吉姆·加里森 (Jim Garrison)在1966年从一个叫大卫费里的人处得到消息说有人和暗杀甘迺迪有关。1969年抓捕了右翼团体领导Clay Shaw，结果庭审不到一小时陪审团一致认定无罪。
对Shaw的指控的关键证人是一个叫佩里鲁索的人，鲁索说奥斯瓦尔德，费里和Shaw曾一起密谈暗杀，还说到了“交叉射击”。鲁索的证词经Andrew Sciambra的备忘录证明是在药物和催眠下说出的，而先前的一份供词没有这种内容，而加里森在他的书《追踪凶手》中说鲁索从一开始就说出这一内容。
加里森还在电视节目上展示了被称为“三个流浪汉”的案发后达拉斯警方拘捕的扒火车人员的照片，说他们是参与者。1974年Alan J. Weberman和Michael Canfield研究认为其中两个是水门事件著名人物E. Howard Hunt和Frank Sturgis。
1975年，美國總統調查中情局美國境內活動委員會调查了这种可能，结论是两人案发时都在国内其他地方。1979年HSCA委员会调查后认为没有一个已被怀疑的人和照片的人相象，除了Fred Lee Chrisman外，但是他也不在达拉斯。
加里森是第一个将澤普魯德影片向公众展示的人。

## 訊息公开
在《信息自由法案》和1992年《甘迺迪档案法案》推动下，1992年华伦委员会98%的档案都已开放。在同一年成立的暗杀档案复核小组工作的六年后，华伦委员会除了与税务估计有关、由税务局签发以外的档案都向民众开放了。剩余的甘迺迪暗杀案相关档案将于2017年开放。但不包括甘迺迪的尸检照片和X光照片，它们是由甘迺迪家族附加了限制条件于1966年捐给海军档案库。有少数几件证物失落或被毁了，如轿车在11月24日被清洗了，奥斯华的服役档案在1973年被毁了，康纳利的衣服洗了，帽子和手链不见了。
2017年8月8日，美國國家檔案局公開多達500萬頁調查與情蒐資料。同年10月27日，美國政府公開2,891份之前未解密的前總統甘迺迪遇刺案檔案。
2025年1月23日，特朗普签署行政命令要求将与暗杀有关的剩余文件公布。3月18日，这些文件被公布。

## 当事人回忆

### 伊芙琳·林肯

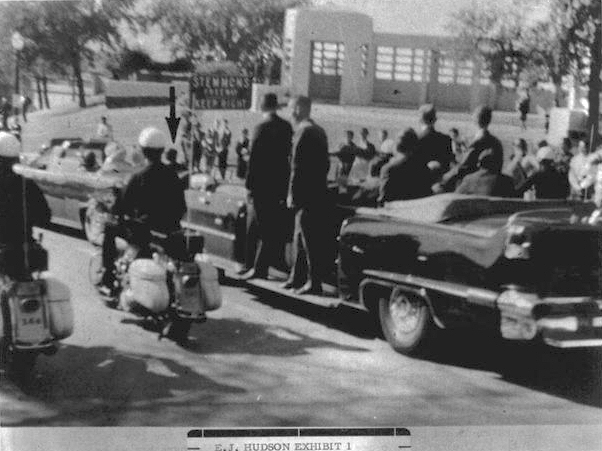
刺殺前一秒的總統專車，箭頭所指處即為甘迺迪總統

伊芙琳·林肯，（1909年6月25日～1995年5月11日），曾任约翰·甘迺迪总统的秘书，陪同甘迺迪出访德克萨斯州。
......启程之前，甘迺迪看了几份达拉斯发行的报纸，充满了反甘迺迪的言论，没人喜欢他，憎恨意味浓厚，令他非常地担忧。......
......她（杰基·甘迺迪）当时并不想去，但甘迺迪让她非去不可，因为这是政治访问，她一定要跟去才能显现出她对甘迺迪政治生涯的关心。于是她去了，但心中却百般不愿。......
......有人提供给总统错误的达拉斯天气预报，他们说当地的天气会非常冷，于是总统让杰基穿暖一些，等他发现天气很暖时，对提供天气预报的那个人十分光火，因为他知道杰基一定会生气。......
......枪击事件发生后，我走进帕克兰纪念医院的前门，看到杰基·甘迺迪就坐在太平间门外的椅子上，我走到她身旁环抱住她，但她像个木乃伊似的一动也不动。我们各自坐到椅子上，连一句话也没说，偶尔会交换一下眼神，但始终不曾开口彼此交谈。......
......伯克利医生告诉我：“我想他不行了。”谁都不会想到我当时的感觉，我觉得快要活不下去了。……
……约翰逊在走廊上来回奔跑，反复地说：“这是个阴谋，这是个阴谋，赶快送我回空军一号！”......
......回到空军一号以后，有人来找我，说：“快点，约翰逊让你上去参加他的宣誓仪式。”我说：“不要，不，不，我不想去。”“他要你上去参加 。”我心想：“那我就去吧。”于是我就去了。……
……回到华盛顿后，我和杰基站着准备从（空军一号的）机尾下来，这时鲍勃上了飞机，跑过来，他抓住杰基，两人抱头痛哭，接着他陪她下了飞机，我尾随在后，然后我们上车，前往贝蒂斯海军医院。我们在医院时，鲍勃对我说：“你明天能否早点到办公室？约翰逊一行人已经到了。”我们到了贝蒂斯海军医院大楼的第十六或十七层，感觉有点像天主教的守灵。我们回忆着和甘迺迪一起做过的事、他对别人以及自己一生的贡献，杰基克制了伤痛，她凌晨3点左右过来对我说：“林肯太太，你先回去休息吧，接下来还有四天，要撑下去。”......

### 亞瑟·史勒辛格
小亞瑟·史勒辛格，（1917年10月15日～2007年3月28日），曾任约翰·甘迺迪总统的特别助理。

第一發子彈命中的瞬間

......1963年10月的某一天，当时担任美国驻联合国大使的阿德莱·史蒂文森打电话给我，他刚从德克萨斯州回来，他发现那里的气氛颇具敌意，反甘迺迪的情绪高涨，他在人潮中被推挤攻击，他说他知道总统打算去德州，他不知道这样的打算是否妥当。......
......达拉斯是迅速发展的新兴都市，大笔资金流通，原始的政治观点泛滥，达拉斯新闻界非常反对甘迺迪，极为反动的保守派扬言要举行抗议示威。......
......11月22日星期五，中午时分，我们和新闻周刊的编辑群共进午餐，突然有个人走进来，用犹豫的口气说：“我想应该让你知道总统遭枪击的新闻快报。”顿时我们以为这是恶劣的玩笑，但事实证明并非如此。……
……甘迺迪比其他总统更体贴副总统。同样，一九六三年继任的约翰逊给人一种畏缩、颓丧的印象，他走下飞机时和其他人一样震惊。我想他可能是因为万分仰慕的甘迺迪被刺杀而哀痛不已，也意识到重大的责任已经落到了他的肩上。……
……关于约翰逊命林肯小姐（甘迺迪的秘书）把甘迺迪的东西搬出白宫那件事情，约翰逊这么做或许有他的理由，此举引起了众人的恼怒，似乎稍显轻率，并不妥当，我召集了甘迺迪的一部分支持者在西洋餐厅楼上的房间里吃午餐，我觉得大家都认为约翰逊在国内事物方面还算不错，但在外交政策上就和甘迺迪不同了。……
……我仍记得葬礼那天低沉的鼓声以及漫长的路程和到场的知名人士，这一切令人大叹生命的虚无和人类的脆弱……那鼓声仍在我耳边萦绕不去。……

### 约翰·康纳利

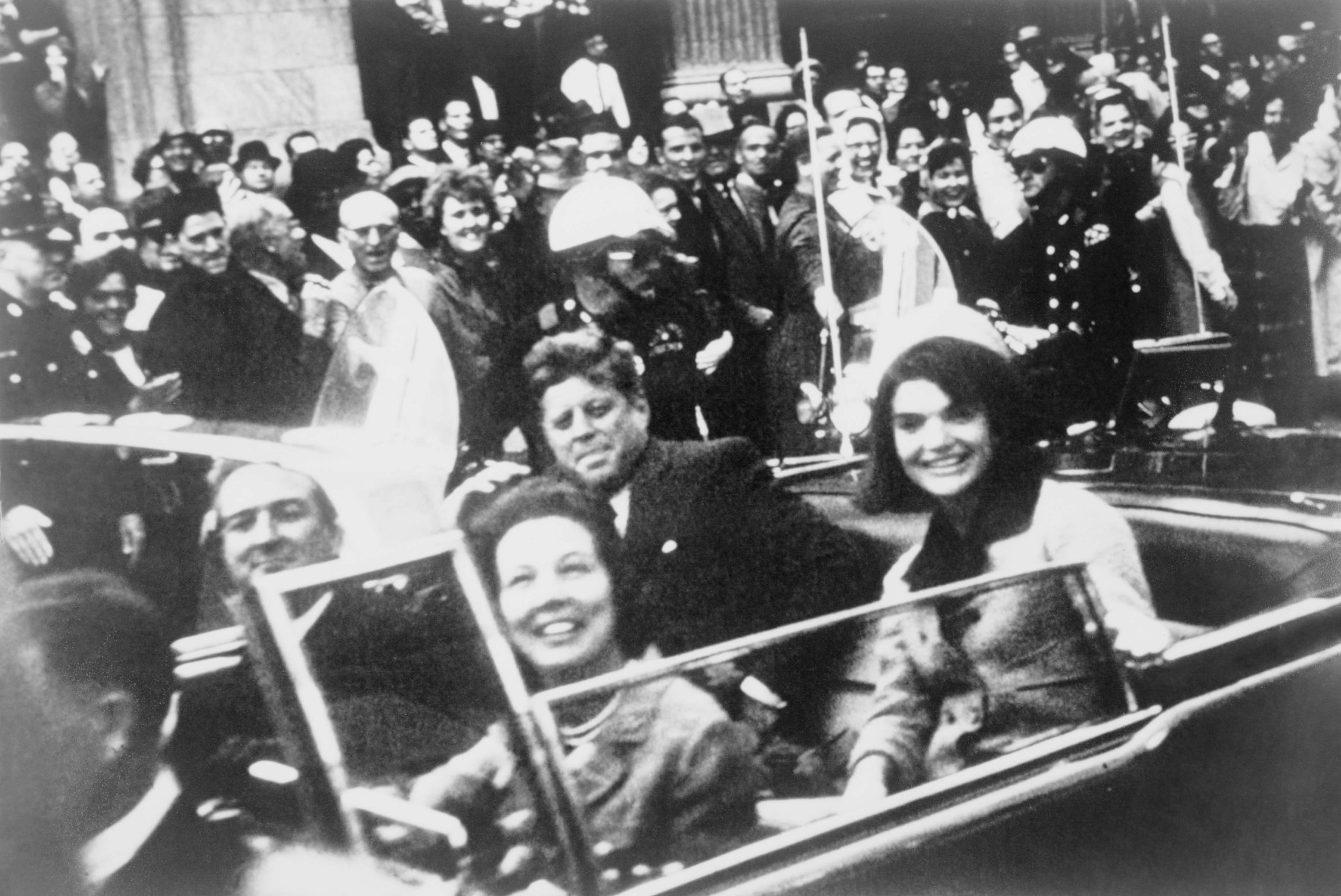
總統專車上搭有約翰·甘迺迪總統、其妻子賈姬·甘迺迪和德克薩斯州州長約翰·康納利，幾分鐘後甘迺迪便遭到暗殺。

约翰·康纳利（John Connally，1917年2月27日～1993年6月15日），德克萨斯州州长。甘迺迪遇刺时，他和甘迺迪同坐在一辆车中，在枪击中也身负重伤，后经抢救脱离危险。
……好几个星期，好几个月，那次事件的恐惧每晚萦绕不去，我每晚都梦到自己遭到枪击，每晚重复着这些噩梦。在美国的历史上不曾发生过比约翰·甘迺迪遭暗杀影响国人更大的事件了……
……这是甘迺迪总统的主意，我们讨论了很久，他自从1960年大选之后就再也没有来过得克萨斯州。他很想来，其实是想为民主党募款。他在前往达拉斯之前几个月，曾到埃尔帕索作短暂停留。我们当时就讨论过。他一开始想举办五场募款晚宴，吃个不停。副总统约翰逊和我获悉他的计划时差点晕了过去，因为我们觉得这是个天大的错误。……
……他们（反对派）认为他的政策太开放了，他常常谈论和平工作团、民权以及福利计划之类的话题。我曾和他共同拟定访问计划，最后终于同意成行。他说要让杰基一起去，我说希望他能说服得了她，大家都想见到她，尤其是妇女同胞们特别想见到她，她一定能帮上不少忙，这样就能消弭此行的政治意图，成为私人性质的访问。我们很希望她能来，他说应该能说服她一起来。……
……他在当天的早餐前听说，拉尔夫·亚伯洛参议员前一天拒绝与约翰逊副总统共乘一辆车，于是他在等候入席时叫我过去，对我说：“约翰，你知道亚伯洛不肯和约翰逊共乘吗？”我说：“我知道。”他说：“今天他们非共乘不可，否则就叫他走着去。”......
......那天天气非常晴朗，在游行途中，杰基偶尔会戴上太阳镜，我们听见他低声地要她摘下来：“摘下眼镜（Take off the glasses）。”......

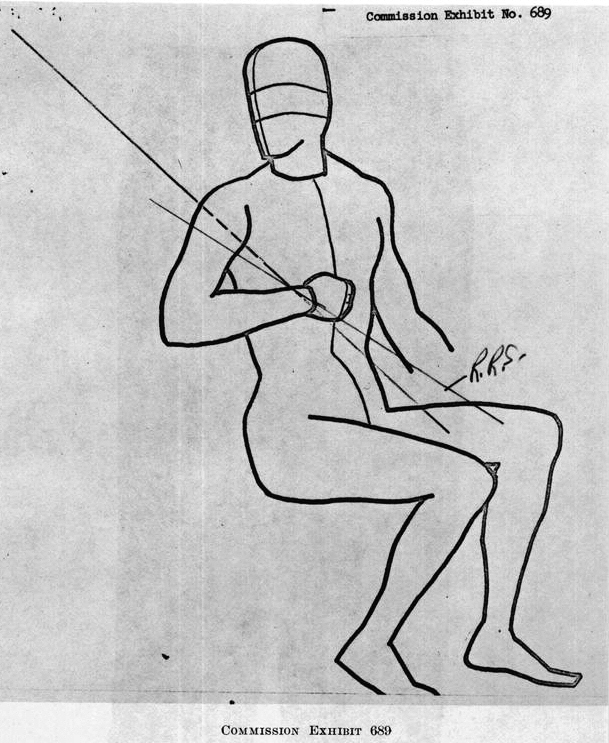
约翰·康纳利在枪击中负伤示意图。

......我们到了美茵大街（Main Street），人潮已经散去，于是转入休斯顿大街（Houston Street），那里没有见到什么民众，人影稀稀落落，当时娜莉（州长夫人）转身与总统讲话。......
......枪击发生时，我觉得好像有人握着拳在我的后背上重击，我被打倒了。低头看到自己身上都是血，我大喊：“不，不，不，他们要杀死我们大家！”（"No, No, No, They are going to kill us all!"）......
......我睁开眼睛，即刻看到满地都是血和脑浆，我们的衣服和车上都沾满了像我小指尖这么大块的脑浆。不久之后，杰基说：“上帝！我的手上沾了他的脑浆！”我们发现他受了致命的枪伤，娜莉不停地对我说：“别动，没事了，你不会有事的，没事了……”......
......我经常在想，年轻有为的美国总统遭人暗杀，我也中弹，却保住了老命，我为何逃过一劫？我为何能免于一死？这件事改变了我的一生和想法，让我无法忍受琐碎的事务、自私的行为、不重要的事、芝麻小事，让我领悟了无论有何天赋或才能，都应该尽可能地善加利用，因为你永远也不知道自己究竟还能活多久。......

### 娜莉·康纳利
娜莉·康纳利，（1919年2月24日～2006年9月1日），约翰·康纳利的夫人，陪同甘迺迪访问得克萨斯州，枪击发生时，她刚刚与甘迺迪讲完话。她在枪击中未受伤。
......在到达迪利广场（Dealey Plaza）之前的路上，民众高喊着：“杰克！杰基！约翰！”他（甘迺迪）一路上不停地挥手道谢：“谢谢！谢谢！谢谢！......”她（杰基）也向民众致意，感觉真好，我觉得一切都如我预期的那样顺利进行。在车队转入休斯顿大街（Houston Street）时，我转身欣喜地对总统说：“总统先生，可别再说达拉斯不爱你了。”而就在几十秒后，枪击便发生了。……
……我们开着车，我听见了怪声。我回头看到了总统，他突然举起双手抓住脖子，然后就倒下，声息全无。……
……约翰也受了重伤，趴在我的身上，我不断轻声对他说：“不要动，没事了，你不会有事的，没事了……”有人说我当时大喊大叫，其实车里鸦雀无声，恐怖到了一点声音都没有。我们在高速公路上疾驰，经过了旁观的民众。我不禁想起这种景象……真可怕……人群看见这辆车疾驰而过，车上的两个女人抱着她们各自受伤的丈夫……
……我们抵达医院时，车子被包围了。大家都对甘迺迪夫人说：“请下车，你非下车不可，请下来，请下来……”她不肯下车，他们都在哭，因为总统死了，但她就是不肯下车。……
……约翰躺在我的怀里，为了表示对总统的敬意，我不知道该等多长时间才能找人来救约翰。因为他偶尔会抽搐一下，我知道他还活着，他没有死。此时他勉强起身，然后又倒下。有人打开车门把他抬到担架上，然后沿着走廊送进了医院。……
……我只关心躺在病床上的约翰，她（杰基）一定知道杰克（即甘迺迪）已经死了。不知道她心里在想什么。那时我们两人都很难过。……
……他们不知道是否的确有阴谋，是否仍置身于此事件中，或是事件是否已经结束，本来要发生的事情是否已经发生并且已经结束了。……
……奥斯瓦尔德被枪杀后也被送到帕克兰纪念医院（Parkland Memorial Hospital）抢救。我一开始就听说奥斯瓦尔德被枪杀了，他们送他去帕克兰医院，我们当时也在那里。我觉得既伤感又悲愤，因为约翰在被他所伤后还在生死关头挣扎的时候，他们竟然送他来这家医院。……

### 休·塞迪
休·塞迪，（1927年9月3日～2005年11月21日），《时代周刊》记者，随约翰·甘迺迪到达拉斯访问。
……11月21日我们在沃斯堡过夜，我记得第二天早上有一场演说，杰基没法到场。大家都暗自窃笑，因为演说会场是在饭店的停车场。甘迺迪就住在那家饭店。我记得当时他站在那里，说甘迺迪夫人今天早上有事耽误了，她没法到场，还在梳妆打扮。……
……在达拉斯，枪击发生时，我看到一座长长的草墩（即碧草丘：Grassy Knoll），人们像是被风吹倒了似的趴在地上。枪击想必引起了一阵恐慌。有个人趴在地上，怀中抱着一个小男孩，他捶着地面。一看到这种情景就知道出事了。……
……甘迺迪家族因总统的死与权力的丧失而心力交瘁，这种情绪开始蔓延，一切都已经不是他们的了。同样，也因为总统（同时也是一位好友）的死而伤痛欲绝的约翰逊却拥有了足以享用终生的权力。约翰逊家族的人显得兴高采烈，人性就是这样，几家欢喜几家愁。……
……总统专机当天离开达拉斯时，我们远远地望着机场，看到空军一号在跑道上滑行，这架飞机令人感到哀伤异常。那是当天让我记忆犹新的事件之一，我永远也忘不了，我们至今仍在努力地想理解。……

### 沃尔特·克朗凯特
沃尔特·克朗凯特（1916年11月4日～2009年7月17日），美国哥伦比亚广播公司著名新闻类节目主持人，是他第一个将约翰·甘迺迪遇刺的消息透过电视报道给人们的。
……我站在合众国际社的自动收报机前，此时合众国际社的白宫特派员梅里曼·史密斯发出了第一篇新闻快报，报道迪利广场发生了枪击事件。就在车队散开前往医院之后——总统显然是受伤了——我大喊：“快发布新闻，肯尼迪遭枪击了！”我们那天遇到了始料未及的状况，摄影机的锥光偏振管无法迅速地加热，除非事先加热机器，否则无法在十分钟内发布新闻。但我们在电视上打出字幕，以旁白的新闻快报形式播报。……
现在播报CBS的新闻快报。肯尼迪总统的车队在德克萨斯州达拉斯市区遭到歹徒开了三枪。事发之初据报，肯尼迪总统因枪击而导致重伤。

当确认总统身亡之后，我首先要报道这则消息，说出这些话令我情绪激动异常。我因哽咽而支支吾吾说不出口：
来自德克萨斯州的报道，这显然是官方的新闻快报。肯尼迪总统于中部时间下午一点整逝世，东部标准时间为下午两点，大约在38分钟以前。副总统约翰逊已离开达拉斯的医院，但我们不知道他去了哪里。他可能在不久之后就要宣誓继任第36任美国总统。

……年轻的他吸引了不曾对政治产生过兴趣的年轻人。他的英年早逝粉碎了许多人对政府和政治的那份热情，因为正是他激发了年轻人产生了这种热忱。……

### 本·布莱德利
本·布莱德利（1921年8月26日～2014年10月21日）华盛顿邮报副总编辑，随约翰·甘迺迪到达拉斯访问。

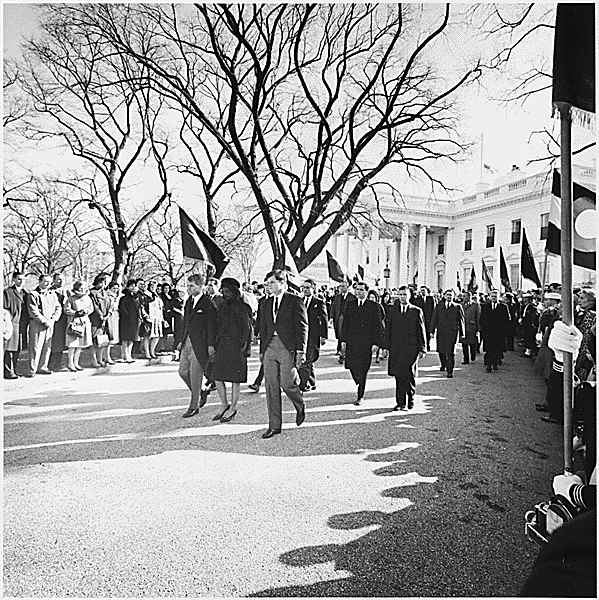
甘迺迪的葬礼。

……事实显而易见，即使各大通讯社只以一小段文字明确地表示，仍清晰可见他（甘迺迪）撑不过这一关。他有一道致命伤，从小段的文字中就可以看出来。记得有一个记者对我说他死定了，我说：“上帝！…我知道他会死，但不必你来告诉我。”......
......当得知奥斯瓦尔德被枪杀后，我自问道：“这个国家是怎么了？”居然......居然可以走进大城市的警察局，悄悄地取出手枪射杀本国历史上防范最严密的囚犯？这似乎不可能，也根本不合理。......
......葬礼那天，我走上埋葬总统遗体的阿灵顿国家公墓。在场的人士包括戴高乐将军、伊朗国王、西班牙王子卡洛斯与纳尔逊·洛克菲勒。你顿时觉得不知道来这里是为了干什么。......

### 汤姆·威克
汤姆·威克（1926年6月18日～2011年11月25日），纽约时报驻白宫特派记者，随约翰·甘迺迪到达拉斯访问。
......在达拉斯拉菲尔德机场，大批民众前来欢迎总统。他逐一地向民众致意。甘迺迪夫人陪着他，她在当时也颇受民众爱戴。一切似乎进展的很顺利。州长和康纳利夫人也随侍在侧。接着他们坐上了轿车。......
......为了报道在达拉斯贸易博览会举行的午宴盛况，我们没有跟随总统车队参加游行活动，而是提前赶到午宴会场。在下午12：45我们到达会场。进大厅时还不知道出了什么事，看到媒体记者就知道不对劲。大厅很宽敞，摆设了不少桌子，数百人等着与总统共进午餐。我事后告诉别人，那是我第一次见识到了谣言的可怕。谣言立刻传遍了大厅了的数百人。当时赫斯特报社的一名记者梅莉安·密兹拿起话筒打电话回纽约的办公室，另一端的人说：“我的上帝！你还不知道总统被枪杀了吗？”她转身大叫：“总统被枪杀了！”许多人这才明白出了什么事。我们回报了这条消息，纽约的人已经听到新闻快报了。......
......葬礼那天，白宫媒体齐聚一堂，人数不多，大约有二十到二十五人。我们都走在藻井的后面，大家都觉得这是表示崇敬的举动。我们曾数度跟随总统到各地访问，其中包括欧洲之旅。理应伴随他走完这最后一次旅程。......

### 查克·布莱姆
查克·布莱姆（Chuck Brehm），达拉斯市民，约翰·甘迺迪遭枪击时距离他仅仅几尺远。事后他接受过现场记者采访，并被当作嫌疑人接受了警方的偵訊。

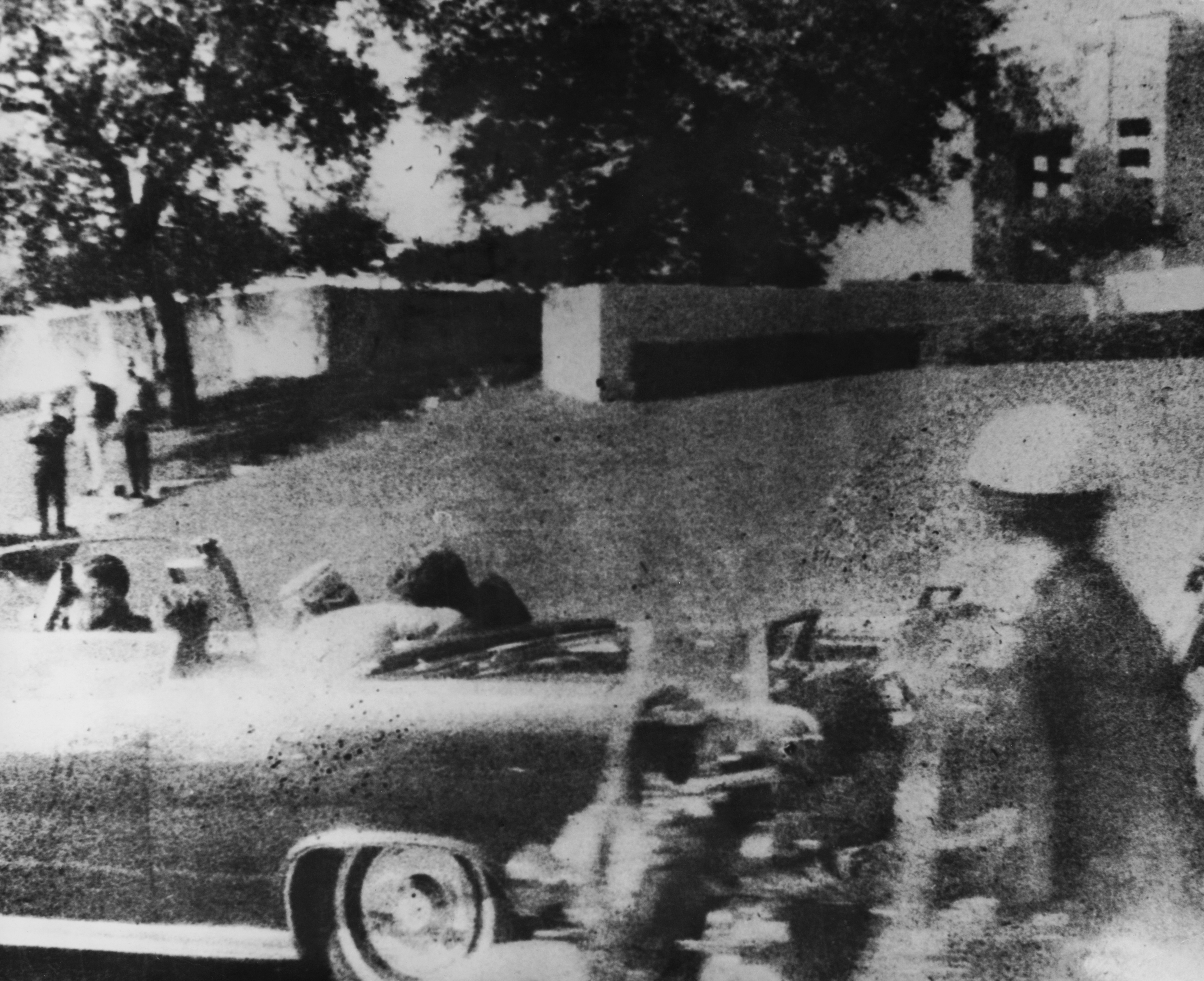
致命一槍的畫面

......那天我刚下班，我星期五照例在下午可以休假半天。我打算炖些肉放进烤箱里，放进去之后要再等几个小时才可以取出来。于是当时我带着五岁大的儿子，去观看游行盛况。......
......当我发现他（甘迺迪）快抵达迪利广场另一端的教科书仓库大楼时——我对那一带很熟，所以——我想把车停在未完工的高速公路上，再步行去看游行队伍。......
......我抱起儿子跑过草坪，站在埃尔姆大街（Elm Street）上。总统座车大约距离我们50码，他从教科书仓库大楼过来后左转，转弯之后才走没多远就听到了第一声枪响。此时我才惊觉他真的中弹了。他脸上的表情痛苦不堪。座车继续向前行驶，经过我面前仅仅几尺之后又听见了第二声枪响。......
......游行队伍开始加速离开现场时，又听见了第三声枪响。我抱着五岁大的儿子扑倒在地。我趴在他的身上保护着他和我自己。......
......很多人觉得我们这伙人是有罪的，情况越来越混乱，民众捶打车子辱骂我们。我替自己感到害怕，但多半是担心坐在我身旁搞不懂发生了什么的儿子，他害怕的不得了。......
......他们（警察）领着我们前往对面的州立监狱那里，跟在我身后的记者们似乎希望我 出去发表一些谈话，于是我接受了他们的采访。我先前在烤箱里放的肉是为了星期六的聚会准备的，本以为我可以在看完游行之后就可以回去料理，但因为需要做笔录，于是我想打电话找人帮我处理，可是他们（警察）不准我打电话，但愿意代劳。他们问我要打给谁，留什么话，我要他打电话给史密斯先生，请他关掉烤箱的电源，因为肉已经烤好了。对我来说，这句话不解自明，但对于他们而言，这似乎是一句暗语。......

### 杰克·瓦莱提
杰克·瓦莱提（1921年9月5日～2007年4月26日），甘迺迪遇刺后，他参加了林登·约翰逊在空军一号上举行的就职仪式，并被任命为约翰逊总统的特别助理并从达拉斯随约翰逊总统返回白宫。
......民主党当时起了内讧，德克萨斯州州长约翰·康纳利和资深参议员拉尔夫·亚伯洛之间彼此恶意地针锋相对。林登·约翰逊觉得此时去那里并不妥当。......
......11月21日到了圣安东尼奥和休斯顿。休斯顿之行进展顺利，数十万人拥挤在街道两旁，看不见任何带着敌意的面孔。......
......前往达拉斯市区的途中，民众越来越多，欢呼声越来越大，民众的表情也越来越友善，所以当时我觉得情况再好不过了。......
......大家都很担心，事件发生后，举国焦虑不已。约翰逊即将宣誓就职，其他国家想知道这个即将继任世界第一大强国领袖的人是谁。所以后来我才知道，约翰逊决定提前宣誓就职，于是我们必须先找到宣誓就职的誓文，我打电话给尼克拉斯·卡森巴赫，我后来才知道他是司法部副部长。我请他立刻把誓文给我们。就职仪式开始前，甘迺迪夫人应总统的要求从飞机的后方过来，我距离她不到一尺，可以仔细地看着她。她的眼神茫然，视而不见，我觉得她什么也没看见，她似乎在精神分裂的恍惚边缘。她上前来，低着头向下看，站在总统身旁，穿粉红色套装，上面不仅沾满了血迹，还有令人恐怖的白色块状物，想必那就是甘迺迪的脑浆。这种景象令人毛骨悚然，其他人特意地聚拢在一起。......
......宣誓完毕后，接着他（约翰逊）坐下，其他人或坐或站，他开始和几位参议员闲聊。然后他向我招手，我上前去，我蹲跪在旁边——因为他当时坐着——他低声对我在耳边说：“我要你加入我的内阁，我要你一起陪我飞回华盛顿。”我说：“是的，总统先生。”我不知道所谓内阁成员是什么意思，后来我问了两个愚蠢的问题，我说：“总统先生，我没有带衣服，只有手提包。”他说：“打电话给你太太，请她送几件衣服过来，你也可以到了那里再去买。”他看着我，以为我神志不清似的，在这种情况下我还担心没有衣服。接着我又问了第二个愚蠢的问题，我说：“总统先生，我没地方住。”他又看着我说：“跟我住吧。”仿佛我是从外太空来的白痴。……
……到达华盛顿后，我们改乘直升机飞往白宫，这约需十二分钟。我们在白宫南草坪降落。对我来说，这是一次不可思议的经历，我是美国公民，却不曾进过白宫，甚至不曾进过开放参观的房间，我的初次到访是在暗杀事件之后，陪第三十六任美国总统一起降落在草坪上。……
……克里夫卡特、毕尔莫耶和我进了总统卧室，他换上睡衣躺在特大号的床上，大家一起看电视。电视上播放了一连串关于甘迺迪总统的影片，回顾他的年轻时代。我们看到凌晨三四点。约翰逊靠在床上看电视，在影片间隙说了些话，他开始概述理想社会的轮廓，但当时我们并不知情。当天晚上，他说想要评论甘迺迪的民权政策，这在参议院里普遍受到忽视，但他却这么做了。……
……后来我终于睡着了。没睡得很好，因为还没有等到天亮我们就开始着手去做关系重大的事情。这就是约翰逊就任总统后的第一个晚上。……

### 奥布雷·里克
奥布雷·里克（Aubrey Rike），达拉斯帕克兰纪念医院救护车司机。甘迺迪遇刺后，他开车将甘迺迪的遗体从医院送回空军一号。
……甘迺迪总统身亡后，是我开车从帕克兰纪念医院将他的灵柩送回空军一号的。当时谣传有人密谋推翻政府，我们不知道出去会遇到什么事。外头可能还有持枪的歹徒，或许歹徒还想混进来。他们（联邦官员）开门让我们把灵柩抬出去，而州政府的人员则不允许。很多人都在咒骂。甘迺迪夫人站在灵柩后方，神父站在她旁边，他不断地洒上圣水祈福。灵柩上还有一个金属十字架，通常上面的十字架不会滑动，但他们用力地拉动灵柩，致使十字架在灵柩上移来移去。我试着固定它，不让它滑动。我们拉过来，他们又拉回去，好像永远也没完没了，其实只持续了十到十五分钟。然后终于有人上前来说：“让他们走吧。”......

### 尼古拉斯·卡岑巴赫
尼古拉斯·卡岑巴赫（1922年1月17日～2012年5月8日），美国司法部副部长，后任部长，约翰逊总统宣誓就职的誓文是他通过电话提供的。
......我走进办公室，和几个朋友坐在一起，我打电话给住在弗吉尼亚州希克利庄园家中的鲍勃，他说总统已经去世了，那是他刚听胡佛先生说的。他说胡佛先生打电话给他，很高兴地说说总统死了。他们俩一直处得不好。......
......当空军一号上打来电话索取总统宣誓就职的誓文之后，我拿了记载了誓文的宪法章节，然后叫他们下来我想空军一号上应该有电话，于是就口述誓文给他们。......
......后来，我打电话给达拉斯的贝尔福·桑德斯检察官，告诉他我的顾虑，向他确认奥斯瓦尔德受到合理对待，特别要慎选囚禁他的牢房，因为其他囚犯可能会殴打他，甚至杀了他。......
......当得知他遭到枪击时，我只说了一句“可恶”，真不可思议，这正是我一直担心的事，事情就这样发生了，在国家电视台上公开杀人。......

## 民意调查的影響
甘迺迪的遇害引发了公众对他深深的怀念。在一次民意调查中，1000名美国人中有30%认为此案应被列为20世纪头号犯罪案件。如今，虽然这一事件过去五十年，但是美国人仍然将中間偏左的甘迺迪，根據他在民權、在科技、在環境、在公平上的前瞻性成就，评为美国历史上最伟大的五位总统之一。
2013年4月2日，根據一家專門分析政治動向的美國機構 — 公共政策民調基金會所做的調查顯示，有51%的美國民眾投票認為，刺殺甘迺迪的是一個巨大的秘密陰謀組織所策動執行的，只有25％的人相信李·哈維·奧斯華是獨自行動的。
在1975年进行的一次盖洛普民意测验为总统排名的调查中，52%的答卷人将甘迺迪排在首位，位居林肯和罗斯福之上。1985年时，他仍然位居第一位，支持率达56%。
在1978年进行的另一次盖洛普民意测验为总统排名的调查中，90%的答卷人认为，甘迺迪的死不是个人所为，与华尔街财团相关。
1982年，2000名学者被邀请来将美国总统分别按照“相当伟大”、“伟大”、“优秀”、“一般”、“较差”和“失败”的标准进行评分，甘迺迪排名第十三位，属于优秀类别的底部。
而1988年时因應共和黨的新保守政策，美國成為財團大國，75位历史学家和新闻记者則对甘迺迪的描述是“美国历史上最被高估的公众人物”。
1999年2月总统節上公布的一项民意调查显示，人们认为林肯是最伟大的一个总统，并列排在第二位的是华盛顿、甘迺迪、里根和克林顿。
2000年时，甘迺迪名居排名重回榜首，其后是林肯、罗斯福和里根。同年10月，78位历史学家、政治和法律领域的权威学者在一项相当重视总统任期长短的调查中，将甘迺迪排在第十八位，属于优秀类别的底部。
2001年，有关里根90岁生日的报道中，将里根提到了排名的首位，甘迺迪排名第二，林肯排名第三。

## 相关报道与评价
- 《纽约时报》：

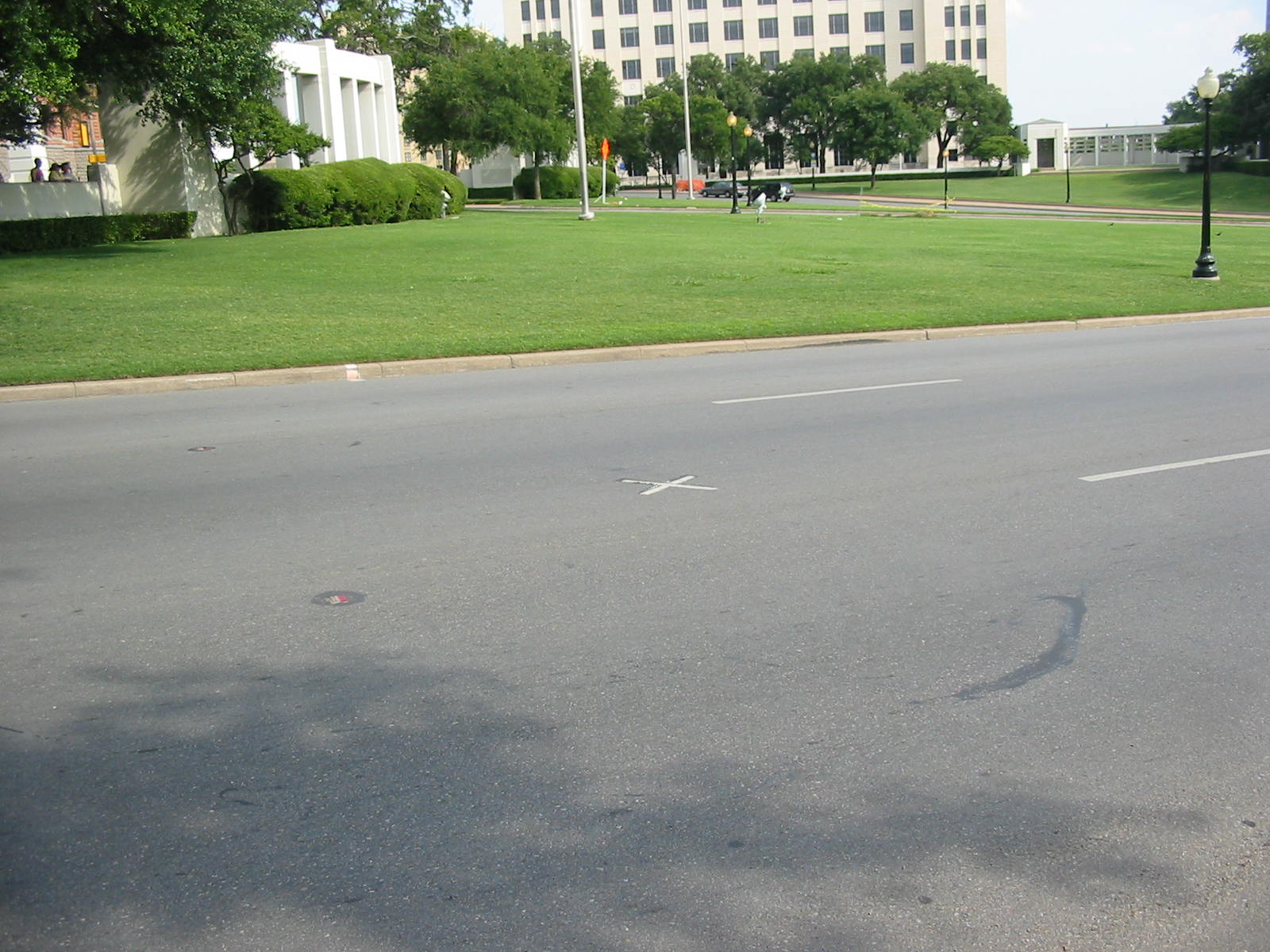
迪利广场。在当年甘迺迪遇刺的地方，道路上刻上了一个白色的十字。拍摄于2006年9月11日。

  - “……甘迺迪是那一代人中的一个，一个奇异新世界的雄辩的代言人。自从威尔逊总统之后，没有任何总统比他更相信理想的力量。他的敏捷机智使他出色地掌握了总统的职责范畴。他的非凡智慧发展出一套从政哲学，罕见的口才使他显得幽雅和不凡……”
  - “……他是一名世界公民，懂得美国在全世界的角色。他是一个和平使者，亲身体验过战争。总之，他是一个熟知政治世故的人，明白美国在对外关系上能做些什么和不能做些什么。作为美国民主的杰出典型，他从来没有跃进迷信美国无所不能的陷阱。……”
  - “……他是一个温和的人，如同他在他短暂的从政生涯中所反复证明了的一样。他是一个勇敢的人，如同他在一年前古巴导弹危机中所表现的一样。……”
  - “……他在生命和权力的鼎盛期被谋杀了，国家又经历了美国人民永远不能忘记的耻辱的一天……”
- 《圣路易斯邮报（英语：St. Louis Post-Dispatch）》：
  - “……这是无可估量的民族悲剧……”
  - “……美国到底做错了什么让这样的事情发生？……”
  - “……当政治分歧不能被接受和以和平的方式解决时，这个国家一定是出毛病了……”
- 《觀察家報》：
  - “……当国家的伟人们去世的时候，他们的成就会被牢记。甘迺迪之死的悲剧在于，我们也不得不哀悼那些未竟的事业。我们感到我们的未来已经被出卖了……”
  - “……他的死打击了我们大家……”
- 《巴尔的摩太阳报》：
  - “……一切都还栩栩如生……”
  - “……总统大笑、航海，充满激情的演讲，和他的孩子们开玩笑，着迷于一个复杂的世界中，去审视、聆听、思索，而且行动。他走到哪里，就将生活、色彩和他最喜欢用的那个词——活力，带到哪里……”

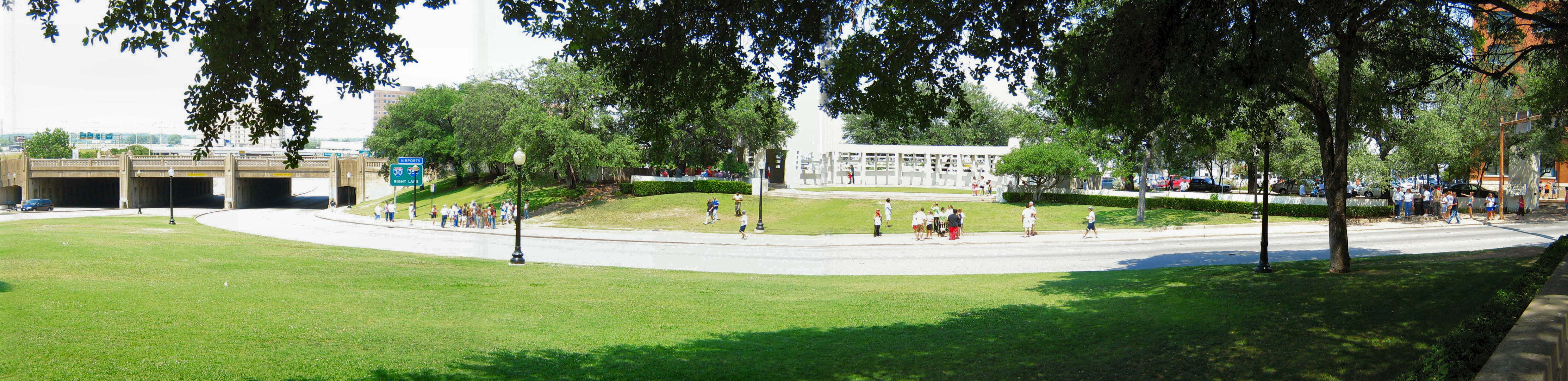
迪利广场全景，正对的是甘迺迪遭到枪击时经过的埃尔姆大街（Elm Street）。最右方依稀可见红色的德克萨斯州教科书仓库大楼。除了树木长得更加高大粗壮以外，这里的一切都保持着1963年11月22日时的样子。拍摄于2006年6月10日。

## 流行文化
- 在X檔案第四季第七集中提到刺殺甘迺迪的兇手是「煙鏟」（C.S.M.）。
- 在第一人称射击游戏（Call of Duty: Black Ops）的最後在甘迺迪的影片中居然出現了主角阿歷克斯·梅森（Alex Mason）的身影，似乎是隱喻梅森才是殺了甘迺迪的真凶。
- 在2009年游戏《刺客信条II》中，由于甘迺迪打算把选举权向所有人开放并且阻扰圣殿骑士登月，因而被圣殿骑士派人在伊甸苹果的帮助下杀害。
- 在2009年电影《守護者》中，殺害甘迺迪的兇手是笑匠。
- 在2014年电影《X战警：未來昔日》中，万磁王被指控为修改子弹轨迹并杀害甘迺迪的凶手，但万磁王辩解说他只是想救总统。
- 在2019年电影《愛爾蘭人 (2019年電影)》中，整個劇情便是圍繞在甘迺迪及弟弟羅拔·甘迺迪在1960年美國總統選舉前後的故事，國際貨車司機兄弟會（英语：International Brotherhood of Teamsters）工會主席吉米·霍法，因與甘迺迪家族有過節，被認為與甘迺迪遇刺案有關。
- 在不少人印象中槍擊發生時甘迺迪乘坐的車上只有4人，但按影片紀錄共有6人，這被視為一個曼德拉效應的事例。這印象可能是流傳出來的一些照片拍攝角度只拍到甘迺迪等其中4人所致。[33][34][35]

## 脚注

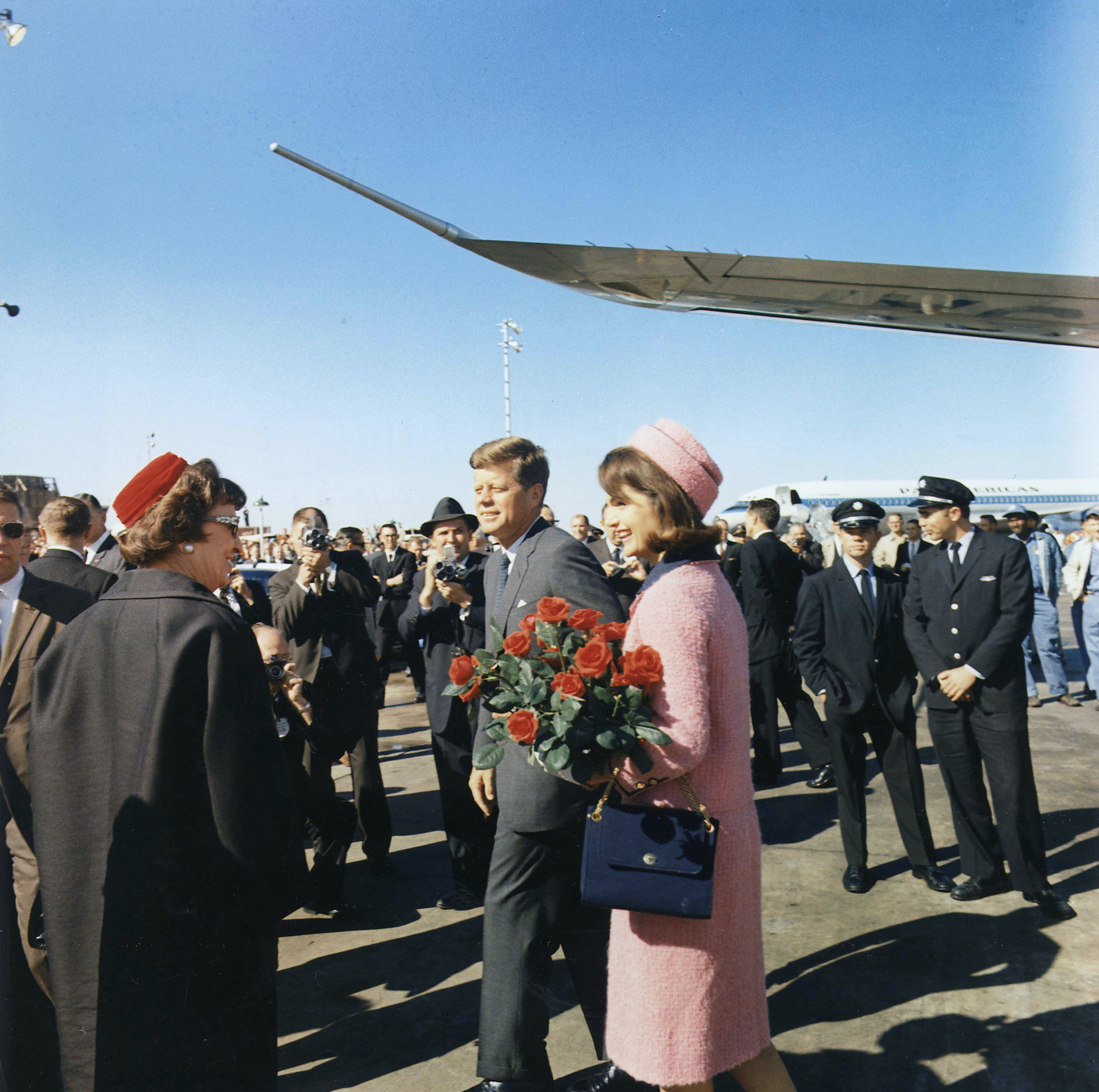
美国中部时间11:37（协调世界时：17:37），空军一号总统专机降落在达拉斯西北11公里处的拉夫机场。居中者即為美國總統約翰·甘迺迪以及總統夫人賈姬·甘迺迪，然而在這天稍晚時候甘迺迪總統便遭刺殺而身亡。

1. ↑  . Warren Commission Hearings, Volume IV. Assassination Archives and Research Center: 146–149.   [2013-03-01]. （原始内容存档于2013-03-15）.
2. ↑  . Warren Commission Hearings, Volume IV. Assassination Archives and Research Center: 129–146.   [2013-03-01]. （原始内容存档于2013-03-15）.
3. ↑  . National Archives. 2016-08-15  [2019-10-05]. （原始内容存档于2019-04-10） （英语）.
4. ↑  . Warren Commission Hearings, Volume V. Assassination Archives and Research Center: 178–181. 1964-06-05  [2013-03-02]. （原始内容存档于2013-10-23）.
5. ↑  .   [2006-03-19]. （原始内容存档于2006-04-08）.
6. ↑  Associated Press 1963
7. ↑  Discovery Channel special "Unsolved History: JFK — Beyond the Magic Bullet"
8. ↑  Report of the Select Committee on Assassinations of the U.S. House of Representatives, p. 244.
9. ↑  .   [2022-12-16]. （原始内容存档于2022-12-21）.
10. ↑  Report of the President's Commission on the Assassination of President Kennedy
11. ↑  Report of the Select Committee on Assassinations of the U.S. House of Representatives 美国政府网站全文刊登，而现在在网络上还能看到这些说法“按照當局的說法，《沃倫報告》將會保密至公元2014年。當局表示要待所有當事人也過世後才公開。”“美国政府将HSCA报告列为国家机密，须等2029年当事人全都去世才公开”
12. ↑  D. M. Green, “Analysis of Earwitness Reports Relating to the Assassination of President John F. Kennedy”, Report No. 4034, 8 HSCA 128 at 142  （页面存档备份，存于）
13. ↑  .   [2012-05-19]. （原始内容存档于2012-05-29）.
14. ↑  有的中文报道将之演化成了“1963年到1993年115名证人“自杀”或被杀”
15. ↑  .   [2014-03-14]. （原始内容存档于2014-03-14）.
16. ↑  .   [2014-03-14]. （原始内容存档于2014-02-28）.
17. ↑  Clay Shaw Interview, Penthouse, November 1969, pp. 34-35.
18. ↑  Bugliosi 2007, p. 931.
19. ↑  Report to the President by Commission on CIA Activities in the United States, Chapter 19 1975, p. 253.
20. ↑  Report of the Select Committee on Assassinations of the U.S. House of Representatives, Chapter I, Section B 1979, pp. 91-92.
21. ↑  .   [2012-05-19]. （原始内容存档于2012-06-16）.
22. ↑  Final Report of the Assassination Records Review Board (1998), p.2.
23. ↑  ARRB Final Report （页面存档备份，存于）, p. 2. Redacted text includes the names of living intelligence sources, intelligence gathering methods still used today and not commonly known, and purely private matters. The Kennedy autopsy photographs and X-rays were never part of the Warren Commission records, and were deeded separately to the National Archives by the Kennedy family in 1966 under restricted conditions.
24. ↑  "[U]nless the president certifies that continued postponement is made necessary by an identifiable harm to the military defense, intelligence operations, law enforcement, or conduct of foreign relations, and the identifiable harm is of such gravity that it outweighs the public interest in disclosure.” — JFK Records Act. Both the National Archives and the former chairman of the ARRB estimate that 7.6 percent of all identified Kennedy assassination records have been released kent to the public. The great majority of the unreleased records are from subsequent investigations, including the 美國總統調查中情局美國境內活動委員會, the 丘奇委員會, and the House Select Committee on Assassinations.
25. ↑  .   [2017-08-08]. （原始内容存档于2017-08-08）.
26. ↑  甘迺迪案部分解密 FBI追蹤槍手卻追丟 （页面存档备份，存于）.2017/10/27
27. ↑  誰殺了甘迺迪？川普解密2,891份機密檔案，陰謀論者失望 （页面存档备份，存于）.2017/10/27
28. ↑  肯尼迪遇刺案驚天秘密將揭曉，特朗普卻在最後一刻「攔截」！[永久].2017/10/27
29. ↑  . The White House. 2025-01-23  [2025-03-20] （美国英语）.
30. ↑  . www.bbc.com. 2025-03-19  [2025-03-20] （英国英语）.
31. ↑  . National Archives. 2025-03-17  [2025-03-20] （英语）.
32. ↑  . 公共政策民調基金會. 2013-04-02  [2017-04-03]. （原始内容存档于2017-09-30） （英语）.
33. ↑  . Yahoo News. 2019-07-19  [2023-07-08]. （原始内容存档于2023-07-08） （英国英语）.
34. ↑  Cheuk, Ewen. . men's uno Hong Kong. 2019-10-24  [2023-07-08] （中文（香港））.
35. ↑  Kayue. . The News Lens 關鍵評論網. 2017-09-02  [2023-07-08]. （原始内容存档于2023-07-08） （中文（臺灣））.